# Saint-Servant
Saint-Servant-sur-Oust redirige ici.
Ne pas confondre avec Saint-Servan en Ille-et-Vilaine
Saint-Servant est une commune française située dans le département du Morbihan, en région Bretagne. La commune est parfois dénommée "Saint-Servant-sur-Oust", afin de mieux la différencier de l'ancienne commune de Saint-Servan.
Ses habitants sont appelés les Servantais.

## Géographie

### Situation
Saint-Servant est située au nord-est du Morbihan, au cœur de la vallée de l'Oust, à 80 km de Rennes, à 50 km de Vannes et à 12 km de Ploërmel.

### Communes limitrophes
| Guégon  |               | Guillac    |
|         | Saint-Servant |            |
| Cruguel | Lizio         | Val-d'Oust |

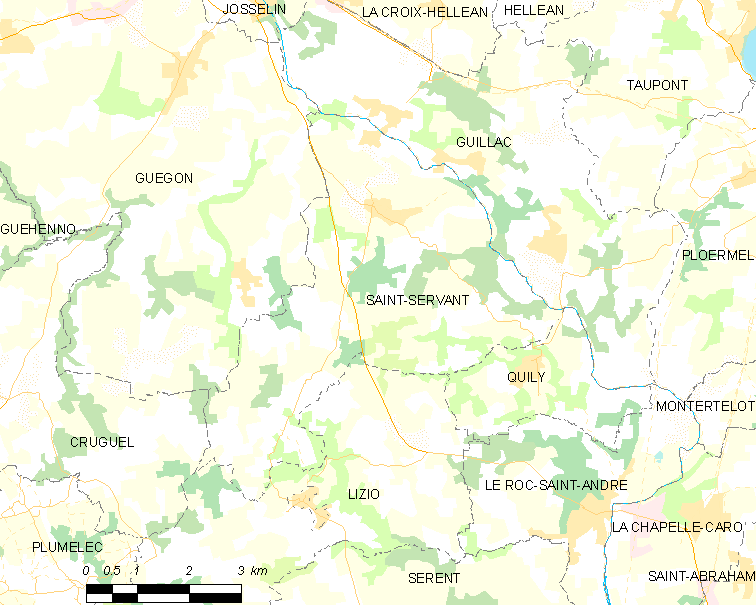
Carte de la commune de Saint-Servant et des communes avoisinantes.

Les communes limitrophes de Saint-Servant sont Guégon, Guillac, Val d'Oust, Lizio et Cruguel.

### Relief et géologie
Le relief de la commune présente un dénivelé de 140 mètres environ entre les points les plus hauts situés dans la partie sud-ouest de son territoire (163 mètres au sud du hameau de la Touche-Piro, à la limite communale avec Sérent pour le point le plus élevé) et les points les plus bas qui correspondent à la vallée de l'Oust, laquelle est vers 30 mètres, à son entrée dans la commune et à 22 mètres à sa sortie.
L'Oust a un lit majeur (partagé avec la commune de Guillac) de largeur variable selon les endroits (profil en long en forme de grains de chapelet) : il est presque inexistant côté Saint-Servant à l'amont (entièrement situé en Guillac au niveau de l'ancienne abbaye de Saint-Jean-des-Prés), large de près d'un kilomètre en face du hameau du Val-au-Houx, à nouveau inexistant un peu plus en aval où la hauteur de la Lande du Moulin (78 mètres d'altitude) s'avance jusqu'à la rivière, s'éiargit à nouveau à partir du hameau de Saint-Gobrien, pour se rétrécir à nouveau à hauteur de Carmenais, puis de Rougentin avant de s'élargir une nouvelle fois avant que le cours d'eau ne quitte la commune au niveau du moulin de Guillac et de connaître un ultime rétrécissement en face du château de Castel.
Le bourg de Saint-Servant est vers 70 mètres d'altitude.

### Voies de communication
Saint-Servant-sur-Oust est accessible notamment par les axe routiers Rennes-Lorient (RN 24) ou l'axe Vannes-Ploërmel (RN 166), toutes deux aménagées en voies expresses, et accessibles via la D 4 (au niveau de Josselin pour la RN 24, de Val d'Oust pour la RN 166) qui traverse la partie centrale de la commune, mais sans passer par le bourg, desservi uniquement par des routes secondaires (D 143 et D 151).
Le Canal de Nantes à Brest n'est plus utilisé, au niveau de la commune, que pour la navigation de plaisance. Une halte nautique permet une desserte pour les plaisanciers au village de Saint-Gobrien.

### Hydrographie
Pour un article plus général, voir Réseau hydrographique du Morbihan.
La commune est située dans le bassin Loire-Bretagne. Elle est drainée par le canal de Nantes à Brest, l'Oust, le Sédon, le Cocherel et divers autres petits cours d'eau,.
La commune est située sur la rive droite de l'Oust, un tronçon du Canal de Nantes à Brest, qui sépare la commune de celle de Guillac. Le Ruisseau de la Grée Cocherel, affluent de rive droite de l'Oust, sert au sud en partie de limite avec la commune nouvelle du Val-d'Oust, anciennement avec Quily. Quelques autres petits affluents de rive droite de l'Oust ont leur source dans le commune, dont celui qui alimente la fontaine Saint-Servais et deux petits étangs (il passe à l'ouest du bourg) et le Ruisseau de Tromeur et plusieurs de ses propres affluents, qui ont leur source dans la partie sud-ouest du finage communal 

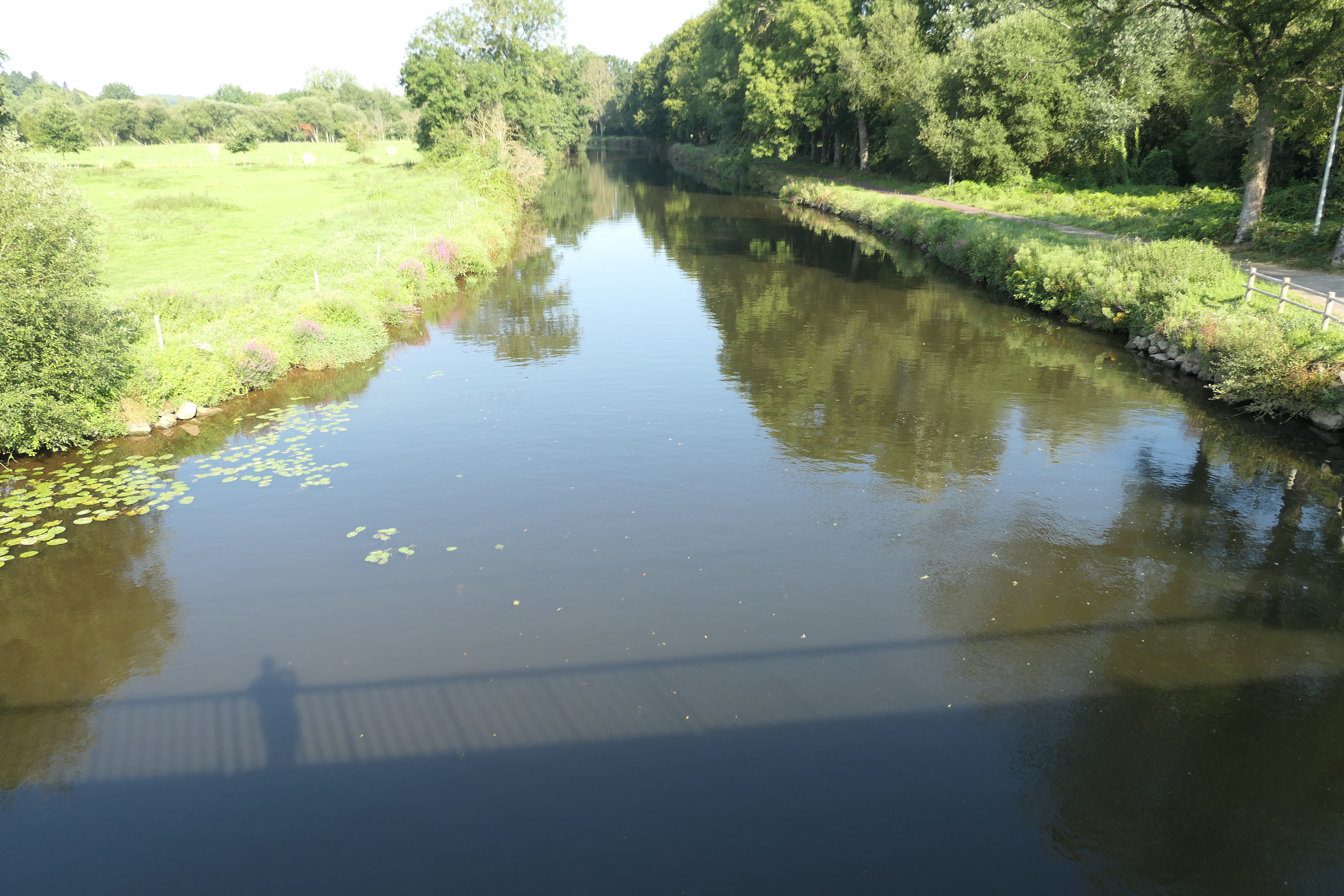
L'Oust vers Saint-Gobrien (limite entre et Guillac et Saint-Servant).
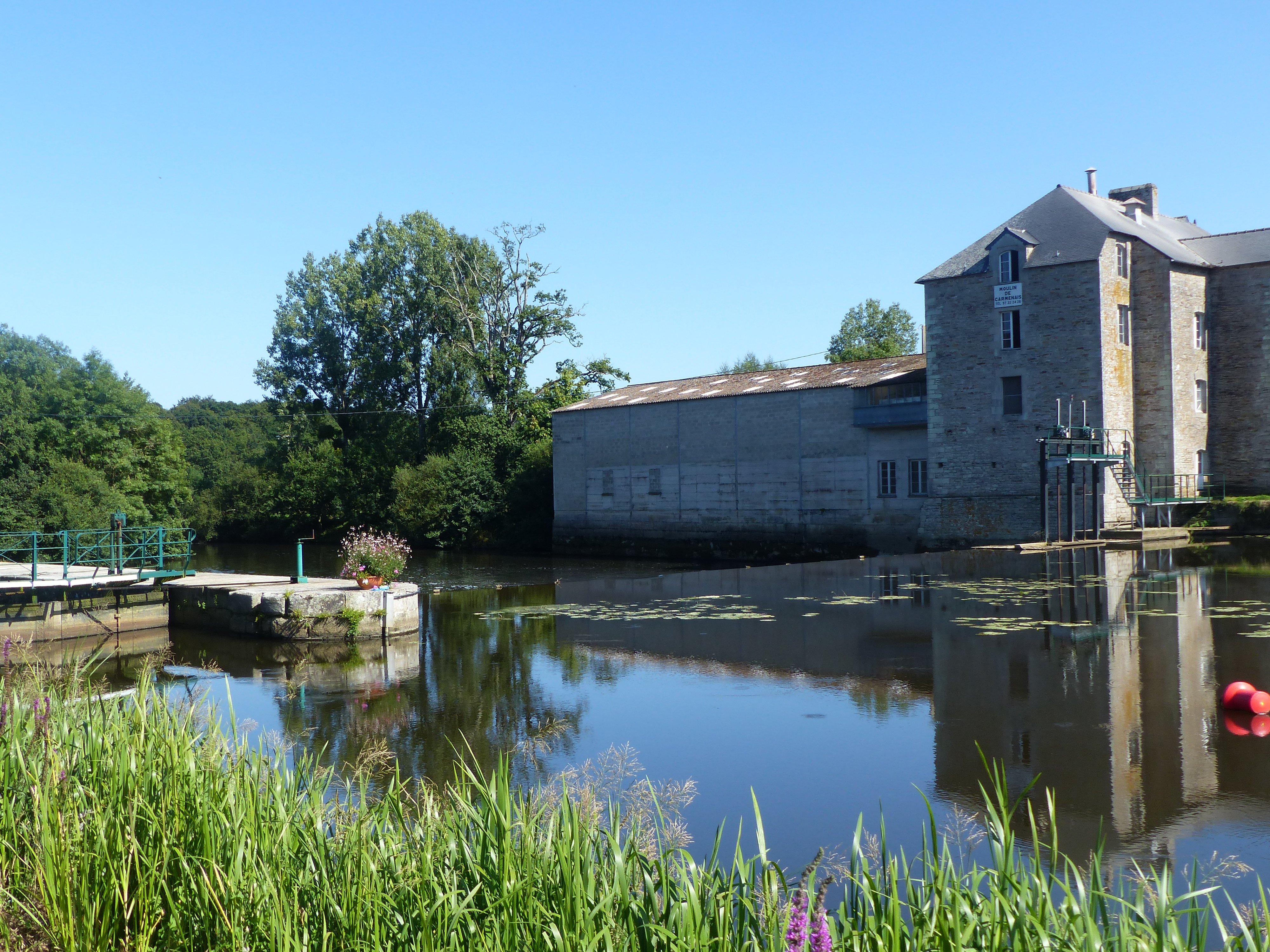
L'écluse de Carmenais et le moulin.

Le canal de Nantes à Brest est un canal, chenal et un estuaire et un cours d'eau naturel navigable sur une grande partie de son cours, d'une longueur de 364 km, prend sa source dans la commune de Nort-sur-Erdre et se jette  dans la Loire à Nantes. 

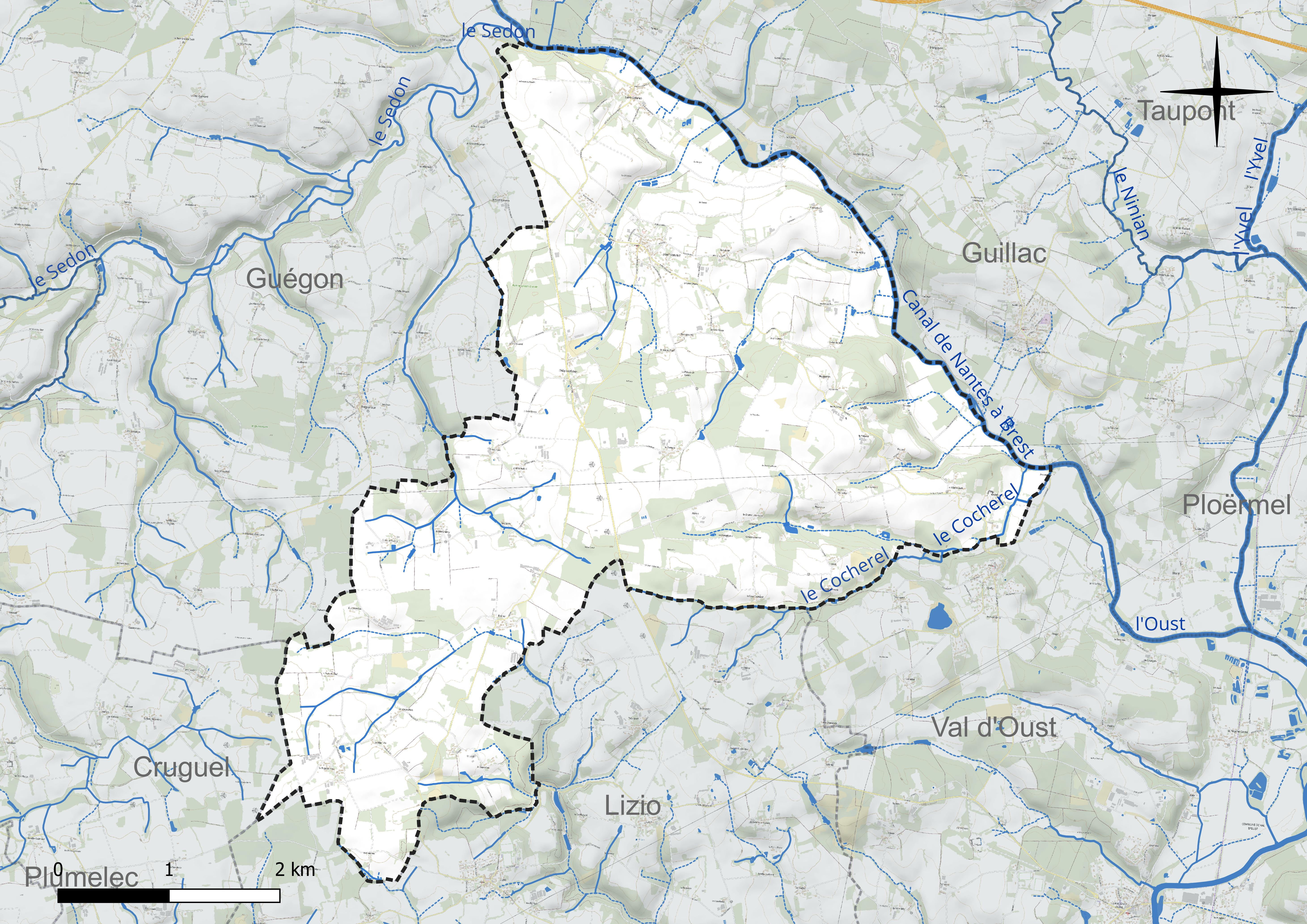
Réseau hydrographique de Saint-Servant.

L'Oust, d'une longueur de 145 km, prend sa source dans la commune de La Harmoye et se jette  dans la Vilaine à Rieux, après avoir traversé 46 communes. 
Le Sédon, d'une longueur de 17 km, prend sa source dans la commune de Plumelec et se jette  dans le canal de Nantes à Brest sur la commune, après avoir traversé six communes. 

### Climat
Pour des articles plus généraux, voir Climat de la Bretagne et Climat du Morbihan.
En 2010, le climat de la commune est de type climat océanique franc, selon une étude du CNRS s'appuyant sur une série de données couvrant la période 1971-2000. En 2020, Météo-France publie une typologie des climats de la France métropolitaine dans laquelle la commune est exposée à un climat océanique et est dans la région climatique  Bretagne orientale et méridionale, Pays nantais, Vendée, caractérisée par une faible pluviométrie en été et une bonne insolation. Parallèlement l'observatoire de l'environnement en Bretagne publie en 2020 un zonage climatique de la région Bretagne, s'appuyant sur des données de Météo-France de 2009. La commune est, selon ce zonage, dans la zone « Intérieur Est », avec des hivers frais, des étés chauds et des pluies modérées.
Pour la période 1971-2000, la température annuelle moyenne est de 11,4 °C, avec une amplitude thermique annuelle de 12,5 °C. Le cumul annuel moyen de précipitations est de 921 mm, avec 13,6 jours de précipitations en janvier et 6,8 jours en juillet. Pour la période 1991-2020, la température moyenne annuelle observée sur la station météorologique la plus proche, située sur la commune de Ploërmel à 9 km à vol d'oiseau, est de 12,0 °C et le cumul annuel moyen de précipitations est de 767,2 mm,. Pour l'avenir, les paramètres climatiques de la commune estimés pour 2050 selon différents scénarios d'émission de gaz à effet de serre sont consultables sur un site dédié publié par Météo-France en novembre 2022.

### Habitat et paysages
La commune présente un paysage traditionnel de bocage avec un habitat dispersé en écarts formés d'une soixantaine de hameaux (appelés localement "villages") et fermes isolées.
Saint-Servant compte une cinquantaine de lieux-dits tels que Saint-Gobrien, la Touche Piro, Bréna ou encore l'Hôpital Robin.

## Urbanisme

### Typologie
Au 1er janvier 2024, Saint-Servant est catégorisée commune rurale à habitat très dispersé, selon la nouvelle grille communale de densité à sept niveaux définie par l'Insee en 2022.
Elle est située hors unité urbaine. Par ailleurs la commune fait partie de l'aire d'attraction de Ploërmel, dont elle est une commune de la couronne,. Cette aire, qui regroupe 19 communes, est catégorisée dans les aires de moins de 50 000 habitants,.

### Occupation des sols
L'occupation des sols de la commune, telle qu'elle ressort de la base de données européenne d’occupation biophysique des sols Corine Land Cover (CLC), est marquée par l'importance des territoires agricoles (76 % en 2018), une proportion sensiblement équivalente à celle de 1990 (75,6 %). La répartition détaillée en 2018 est la suivante : 
terres arables (39,7 %), prairies (23,4 %), forêts (19,4 %), zones agricoles hétérogènes (12,9 %), milieux à végétation arbustive et/ou herbacée (2,5 %), zones urbanisées (2,1 %). L'évolution de l’occupation des sols de la commune et de ses infrastructures peut être observée sur les différentes représentations cartographiques du territoire : la carte de Cassini (XVIIIe siècle), la carte d'état-major (1820-1866) et les cartes ou photos aériennes de l'IGN pour la période actuelle (1950 à aujourd'hui).

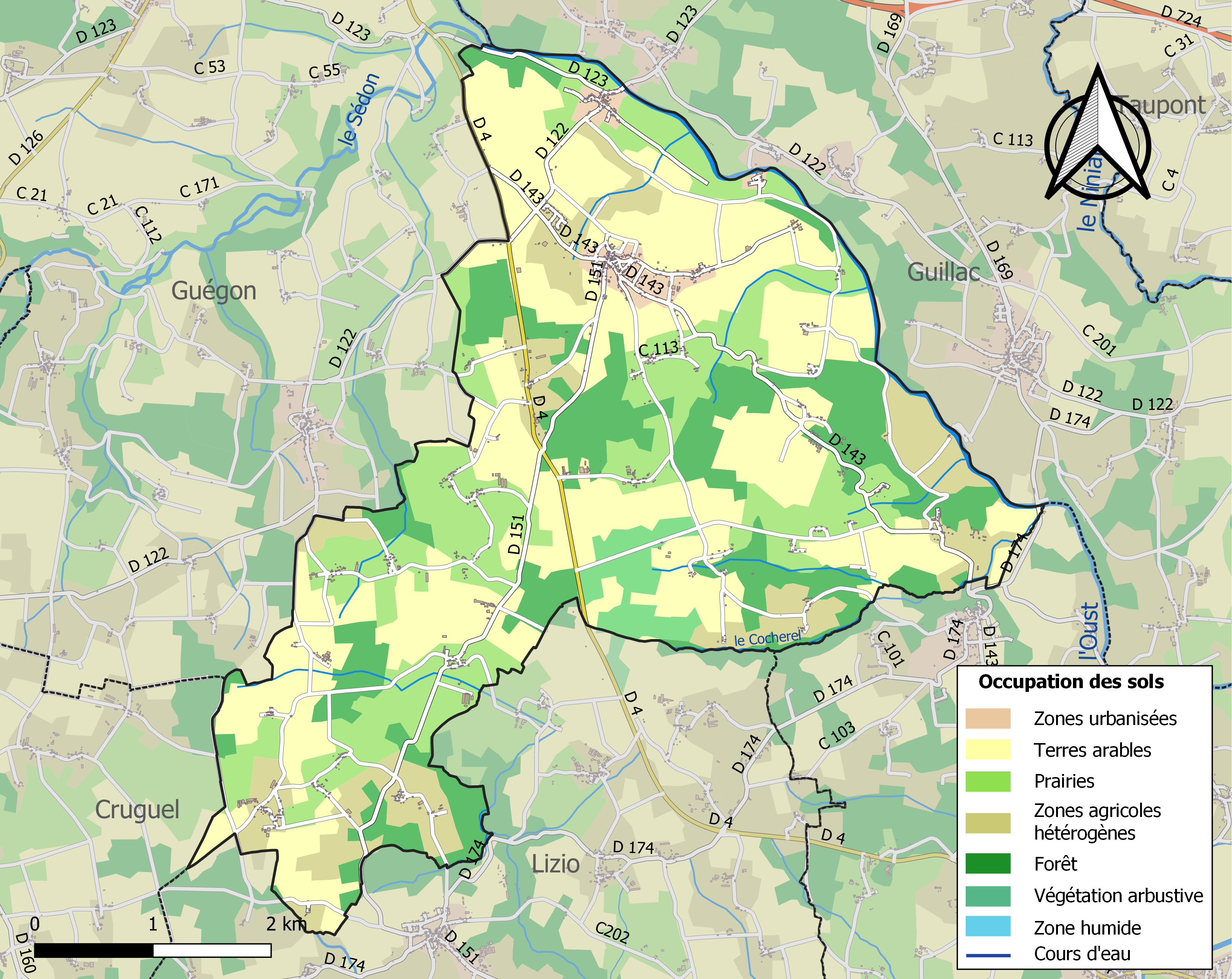
Carte des infrastructures et de l'occupation des sols de la commune en 2018 (CLC).

## Toponymie
Le nom de la localité est mentionné sous la forme latine Sanctus Serviacus en 1387, ; sous les formes Sainct Seran en 1427 ; Sainct Serain en 1477 ; Seran en 1481 ; Saint Seran en 1502 ; Sainct Servan en 1513 ; Sainct Seran en 1536.
Saint-Servant-sur-Oust vient de Sérent (Saint Servais, évêque de Tongres, mort à Maastricht en 384) que l'on nomme en Bretagne Saint Servant. D'autres hypothèses existent : ce pourrait être le nom d’un saint écossais, Servan, auquel saint Servais aurait par la suite été substitué comme saint patron de la paroisse.
Le nom gallo de la commune est Saint-Seran et Sant Servant an Oud en breton[réf. nécessaire].
La commune est localement nommée Saint-Servant-sur-Oust[réf. nécessaire].

## Histoire

### Préhistoire

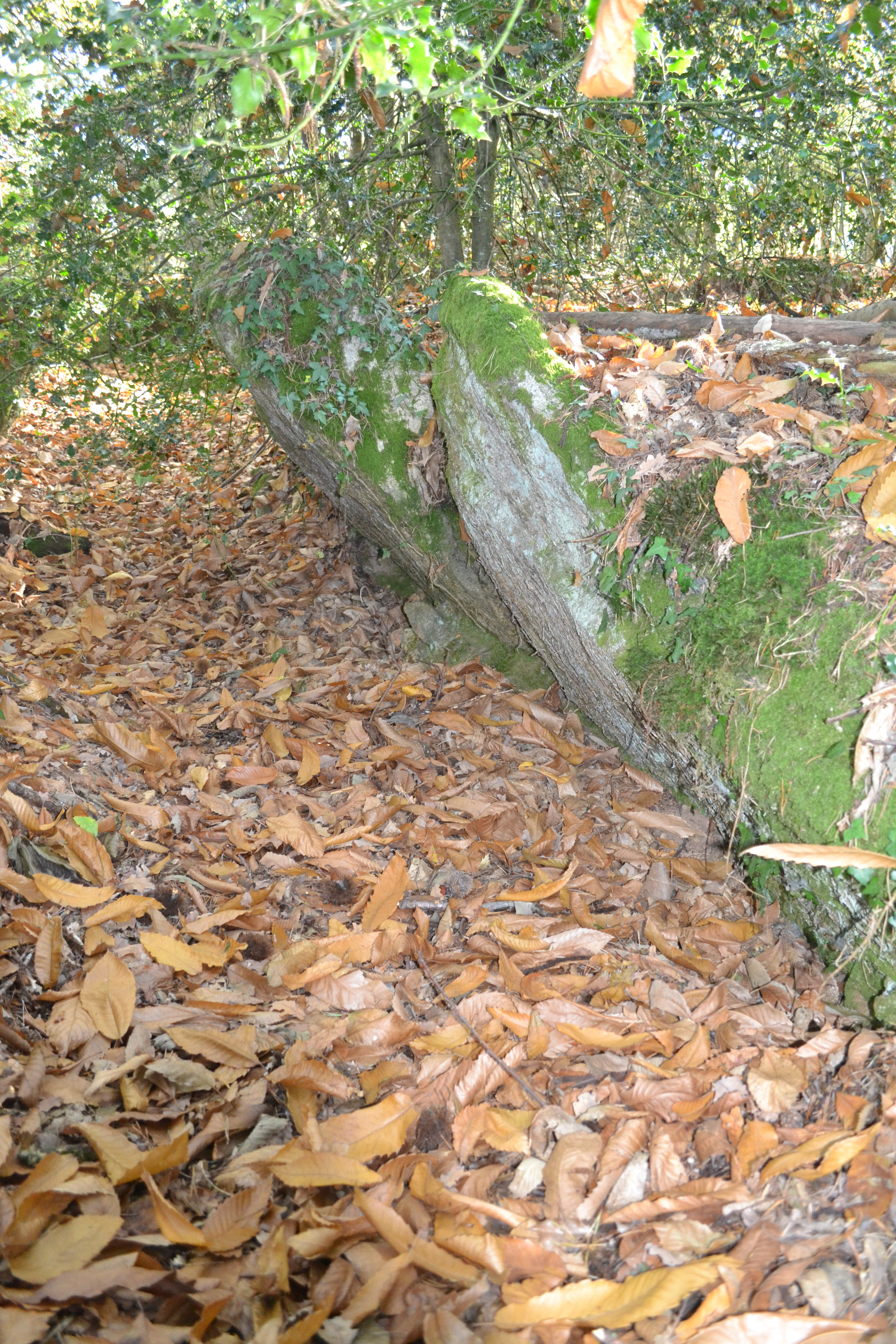
L'allée couverte de la Grée-Trévelot.
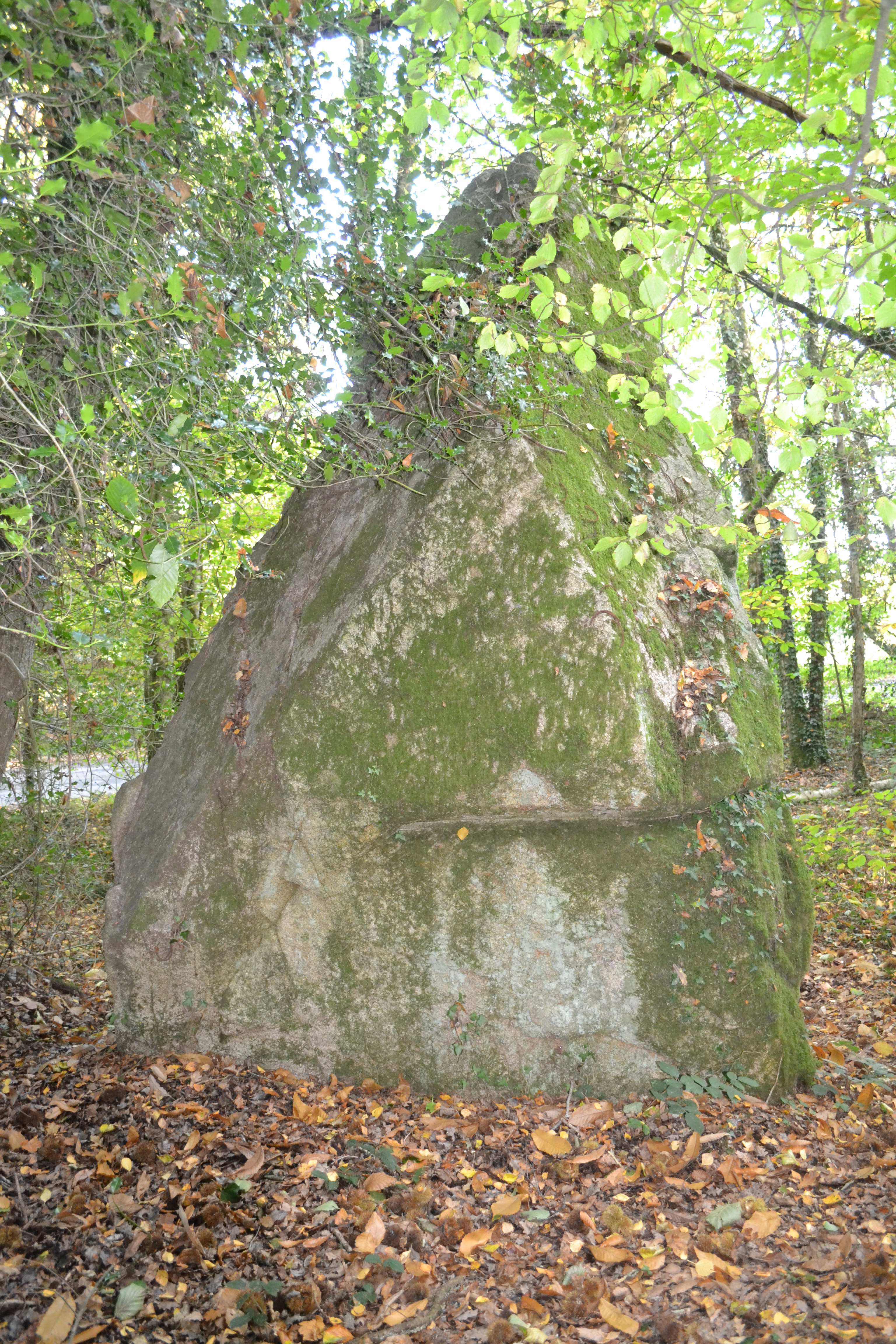
Le menhir de la Grée-Trévelot.

### Moyen Âge
Gobrien, évêque de Vannes, « honoré par Dieu du don de guérir le mal des Ardents », quitta son siège épiscopal en 717 et vint ici chercher une solitude, pour se préparer à la mort, y créant un ermitage et y décédant le 3 novembre 725 ;  un bourg s'est créé à son voisinage autour de son tombeau et de la chapelle qui fut construite, devenant le siège initial de la paroisse. Saint-Gobrien fut même, entre le XIe siècle et la Révolution française le siège du doyenné de Porhoët. Ce serait probablement après les invasions normandes que le siège de la paroisse aurait été transféré au bourg de Saint-Servant, probablement au XIe siècle.
La première église (ou chapelle) connue de Saint-Gobrien date du XIe siècle (il en subsiste quelques pans de mur). La chapelle actuelle date de diverses époques pas clairement identifiées. Les verrières portent les armes d'Olivier de Clisson et de sa femme Marguerite de Rohan (morts tous les deux en 1407) et datent donc probablement de la fin du XIVe siècle.

### Temps modernes
La paroisse possédait 4 chapelles (Saint-Gobrien ; Notre-Dame et Saint-Julien, située au Bois-du-Gué; Carmenet, disparue depuis, en ruine en 1891 ; Castel) et 8 chapellenies.

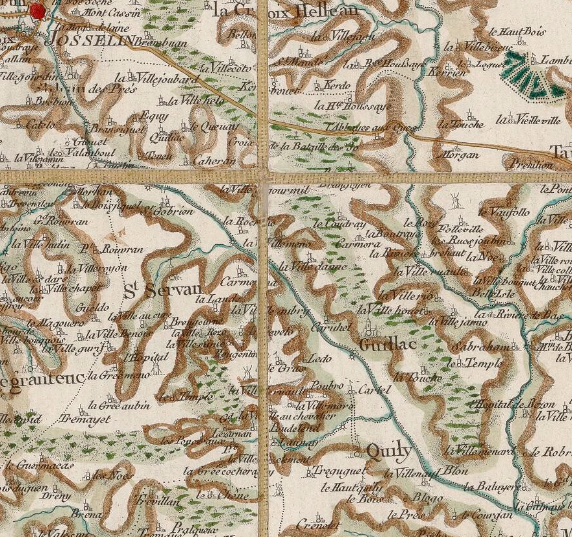
Carte de Cassini de la paroisse de Saint-Servant (1789).

Jean-Baptiste Ogée décrit ainsi Saint-Servant en 1778 :

« Saint-Servan ; dans un fond ; à 7 lieues et demie au Nord-Est de Vannes, son évêché; à 14 lieues de Rennes ; et à une lieue de Josselin, sa subdélégation. Cette paroisse ressortit à Ploërmel, et compte 1 200 communiants : la cure est à l'alternative. Le territoire est borné, à un tiers de lieue à l'Est par la rivière d'Oust : il offre à la vue des terres assez exactement cultivées, des prairies, des landes à l'Ouest de son bourg, des coteaux et des vallons. Le Plessis-Monteville, haute justice, appartient à M. de Brignac ; Maugremieux, juveigneurie de Porhoët, haute justice, à M. Bonindé la Villebouquai, qui possède aussi la moyenne justice de Guemaheas ; la châtellenie de Quelen, haute justice , à M. le duc de Lavauguyon; Cassel, moyenne justice, à M. de Cassel. »

### Révolution française
Saint-Servant devient une commune en 1790, dépendant alors du canton de Guégon, avant d'être rattachée au canton de Josselin en 1801.
Noël Gautier, recteur de Saint-Servant depuis 1755, prêta le sermet de fidélité à la Constitution civile du clergé et resta en place au moins jusqu'en 1793 ; on ignore ce qu'il est devenu ensuite ; par contre son vicaire Olivier et le chapelain du Bois-du-Gué, Jean-Toussaint Hamery, furent prêtres réfractaires; ce dernier fut interné à la Citadelle de Port-Louis le 7 août 1792 ; il accepta de prêter un serment restrictif de fidélité ä la Constitution civile du clergé, ce qui permit sa libération temporaire, avant de se rétracter ;recherché par les autorités révolutionnaires, il fut arrêté le 10 octobre 1795 ; condamné à mort, il fut exécuté à Vannes sur la place de l'Hôtel-de-Ville le 22 mars 1796.

### LeXIXesiècle

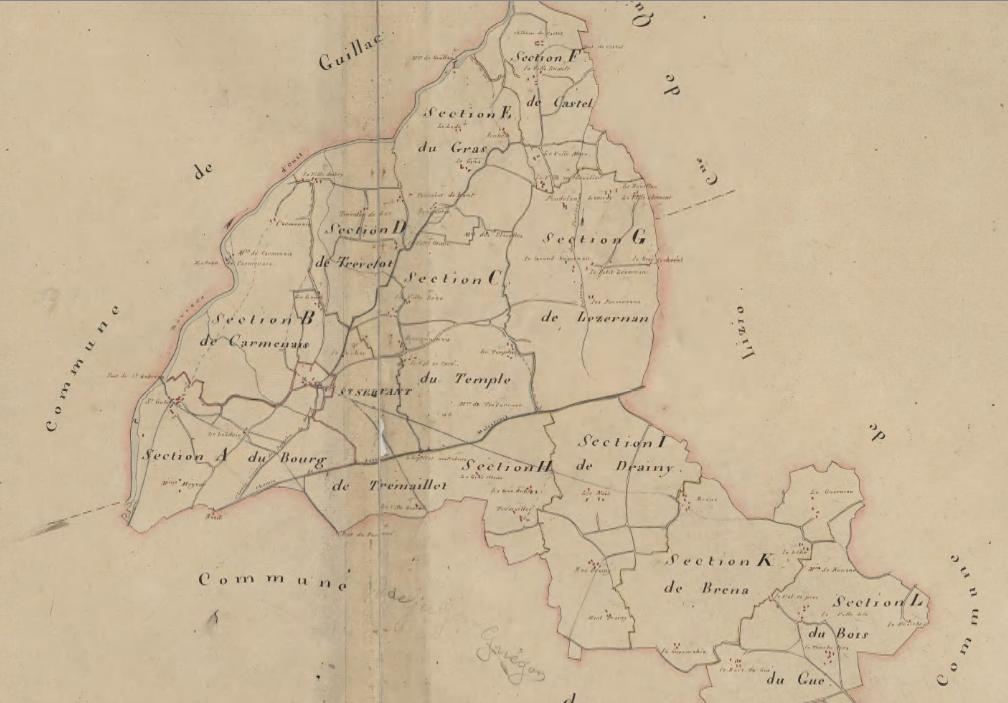
Saint-Servant d'après le cadastre napoléonien (1830).

En 1846 quelques villages de Saint-Servant, dont les habitants avaient demandé le rattachement à Lizio, dont le bourg était plus proche, furent rattachés à cette commune malgré l'opposition unanime des membres du conseil municipal de Saint-Servant.
Vers le milieu du XIXe siècle, la population reste majoritairement légitimiste : par exemple en 1850 le journal La Bretagne lance une souscription destinée à offrir au Comte de Chambord deux chevaux bretons ; 96 communes du Morbihan, dont Saint-Servant, organisèrent une liste de souscripteurs parmi lesquels on trouve le maire, les adjoints et la quasi-totalité  des membres du conseil municipal.
En 1853 A. Marteville et P. Varin, continuateurs d'Ogée, décrivent ainsi Saint-Servant :

« Saint-Servant (canton de Josselin): commune formée de l'ancienne paroisse de ce nom ; aujourd'hui succursale. (..) Principaux villages : la Ville-Ruault, le Rouillen, Rougeulin, la Ville-Mino, la Ville-Aubry,la Lande, la Ville-Rézo, le Grand-Lezernan-Brangournais, Saint-Gobrien, la Grée-Aubin, Tremeulet, les Noés, le Bas-Drainy, la Gurrlahia, le Bois-du-Gué, la Touche-Pirio, la Ville-Léo, le Léhé-Leguernion, l'Hôpital-aux-Robins. Moulins : de Guillac, de Caromenet [Carmenais], à eau ; des Placelles, de Trefarouet, Moyeux, de Roasne, à vent. Cette commune est traversée à l'ouest [erreur, au nord-est] par le Canal de Nantes à Brest, qui y compte une seule écluse [faux, il y a aussi l'écluse de Clan], celle de Caromenet [Carmenais]. Géologie: schiste talqueux. On parle le français [en fait le gallo]. »

Un établissement des Filles du Saint-Esprit est créé en 1859 à Saint-Servant.
Une épidémie de variole fit 92 malades (dont 16 décès) en 1866 à Saint-Servant.
En 1873 1 099 habitants des communes de Guidel, Plumelec, Saint-Servan [Saint-Servant-sur-Oust], Cruguel, Plumelin, Locminé, Guéhenno, Moréac, Carentoir et Guénin demandent, dans une pétition déposée à l'Assemblée nationale « le rétablissement, dans le plus bref délai, de la royauté en la personne de Henri V, héritier légitime de la couronne de France ».

### LeXXesiècle

#### La Belle Époque
En 1913 5 carrières de granulite, employant en tout environ 50 ouvriers, sont exploitées dans les communes de Saint-Servant et Lizio.
Avant 1914, Saint-Servant avait cinq écoles qui regroupaient près de 200 élèves.

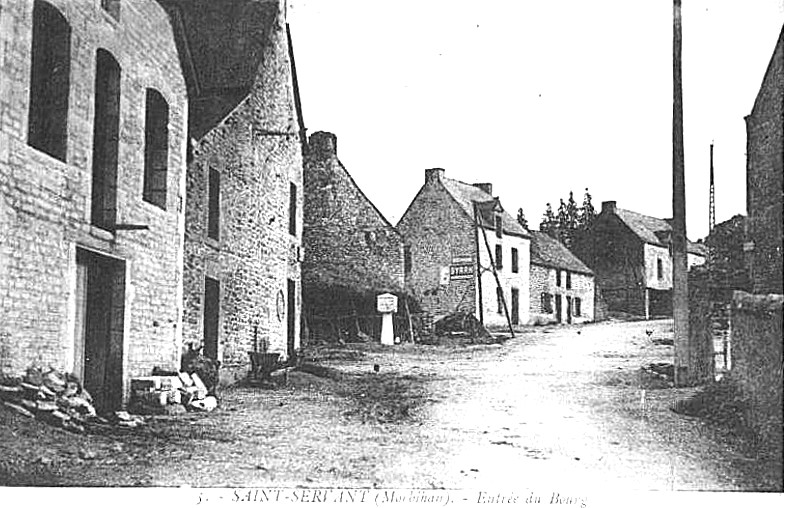
Saint-Servant ː l'entrée du bourg vers 1910 (carte postale).
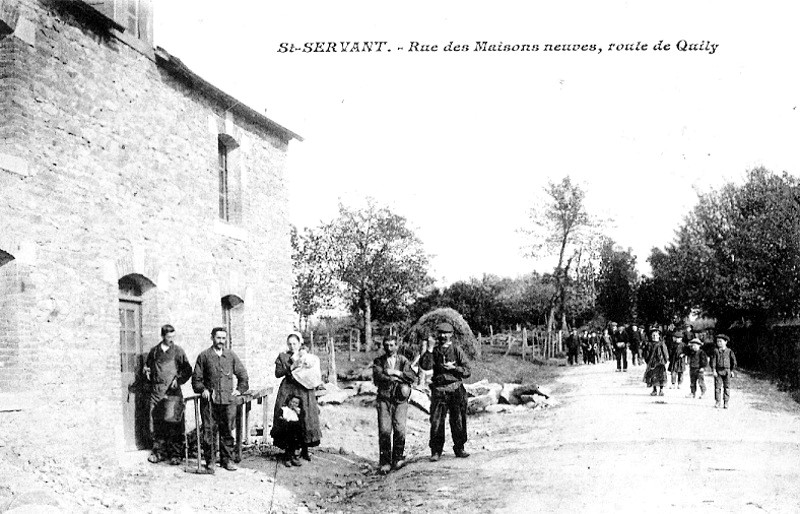
Saint-Servant : la route de Quily au début du XXe siècle (carte postale).

#### La Première Guerre mondiale

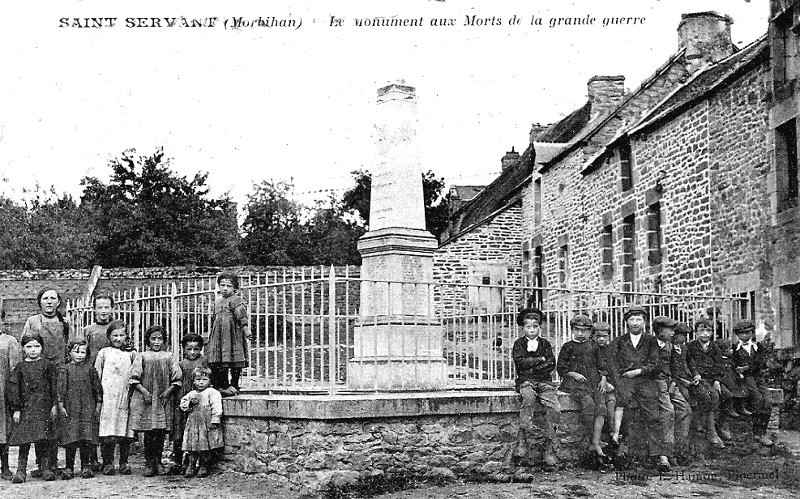
Le monument aux morts de la Grande Guerre vers 1925 (carte postale).

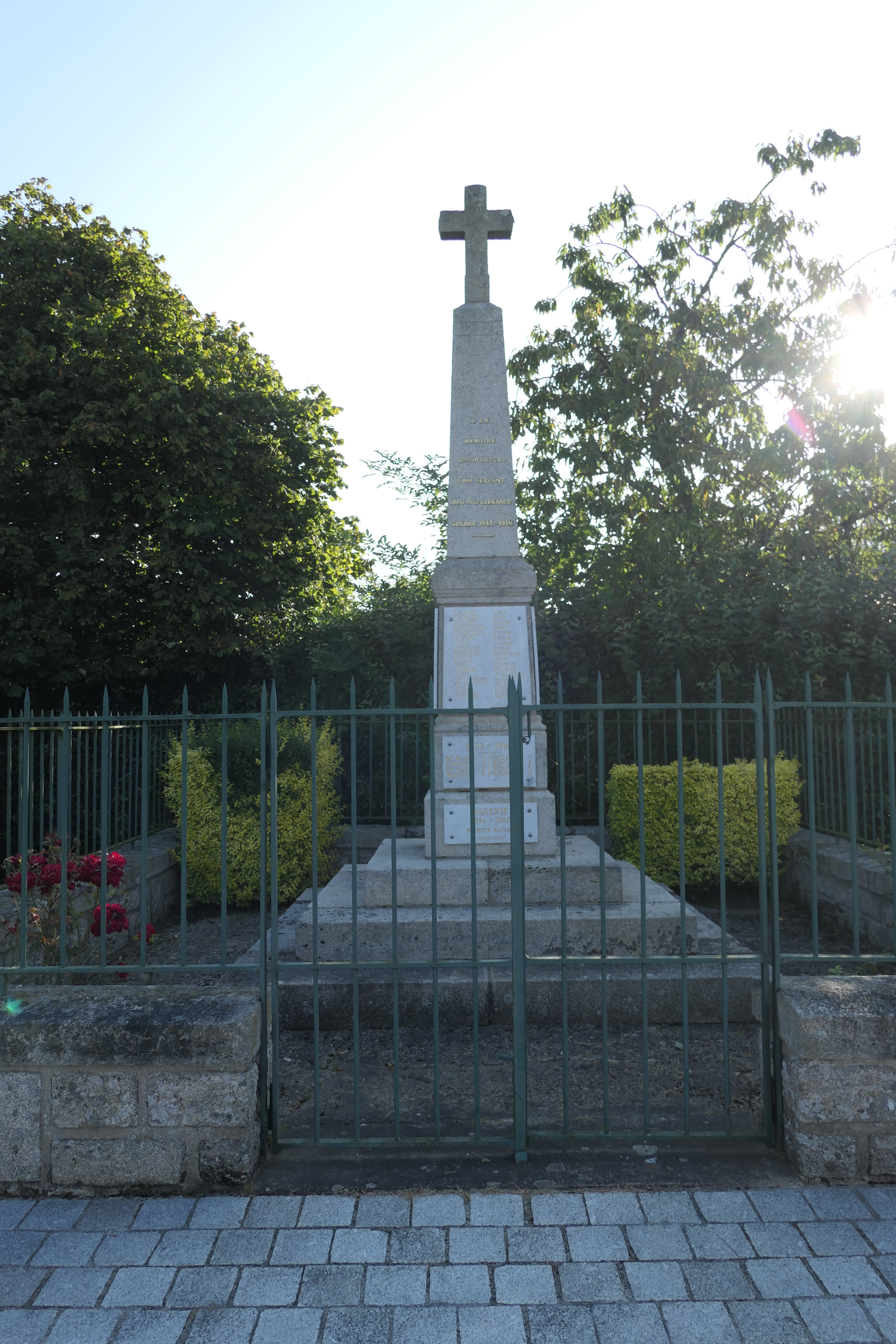
Le monument aux morts de Saint-Servant.

Le monument aux morts de Saint-Servant porte les noms de 74 soldats morts pour la France pendant la Première Guerre mondiale ; parmi eux deux sont morts en Belgique dès le 22 août 1914 (Louis Launay à Maissin et Jean Tanguy à Ethe) ; Alexis Gavaud est mort en captivité le 19 décembre 1917 dans l'actuelle Pologne (dans une région alors allemande) ; les autres sont morts sur le sol français : parmi eux 6 (François Jarno, Théodore Josse, Julien Le Guével, François Marivin, Pierre Nicot et Gabriel Voisin) ont été décorés à la fois de la Médaille militaire et de la Croix de guerre et Joseph Glais de la Médaille militaire.
Le monument aux morts de Saint-Servant a la forme d'un pilier commémoratif sur monté d'une croix latine et reposant sur trois piliers plus larges, placés sur un socle carré à degrés formant trois marches, le tout en granite ; il est entouré d'un muret lui aussi quadrangulaire, surmonté d'une grille. Le pilier principal porte l'inscription "À LA MÉMOIRE DES SOLDATS DE SAINT SERVANT MORTS POUR LA FRANCE  GUERRE 1914-1918" ; des plaques placées sur les piliers inférieurs portent les noms des victimes de la Grande Guerre, mais aussi de la Deuxième Guerre mondiale et de la Guerre d'Algérie, rajoutées par la suite.

#### L'Entre-deux-guerres

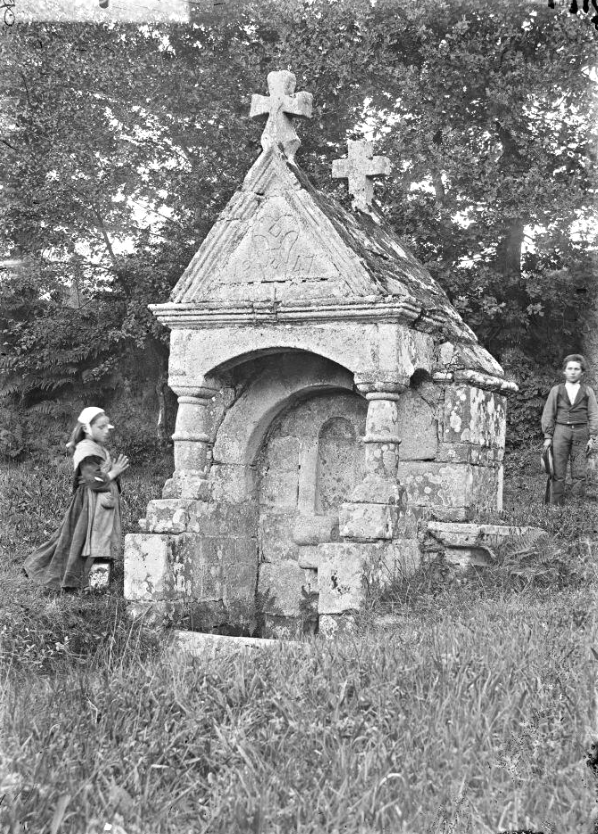
La fontaine Saint-Servais vers 1920 (carte postale).
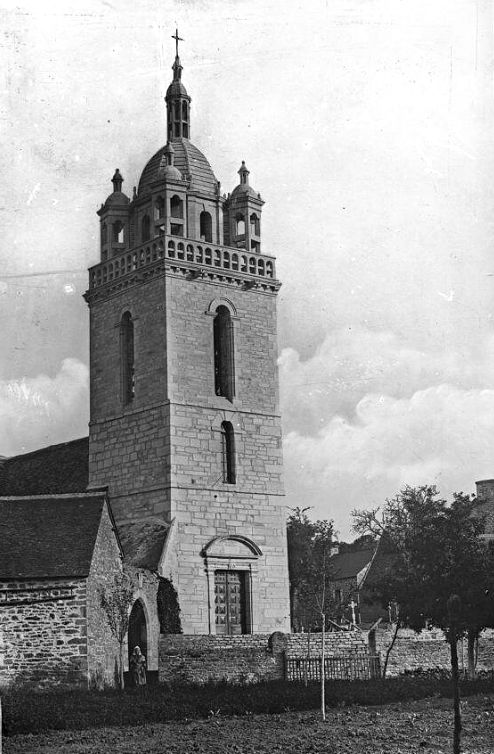
La tour de l'église paroissiale Saint-Servais vers 1920 (carte postale).
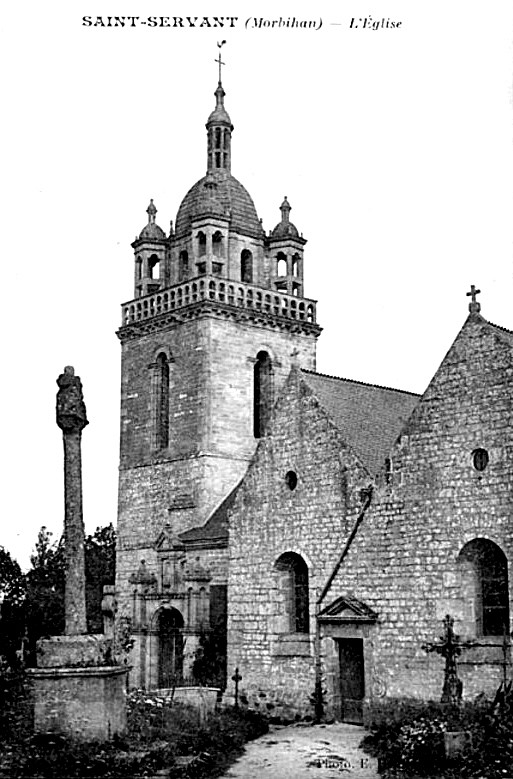
Saint-Servant ː l'église paroissiale et son calvaire vers 1925 (carte postale).
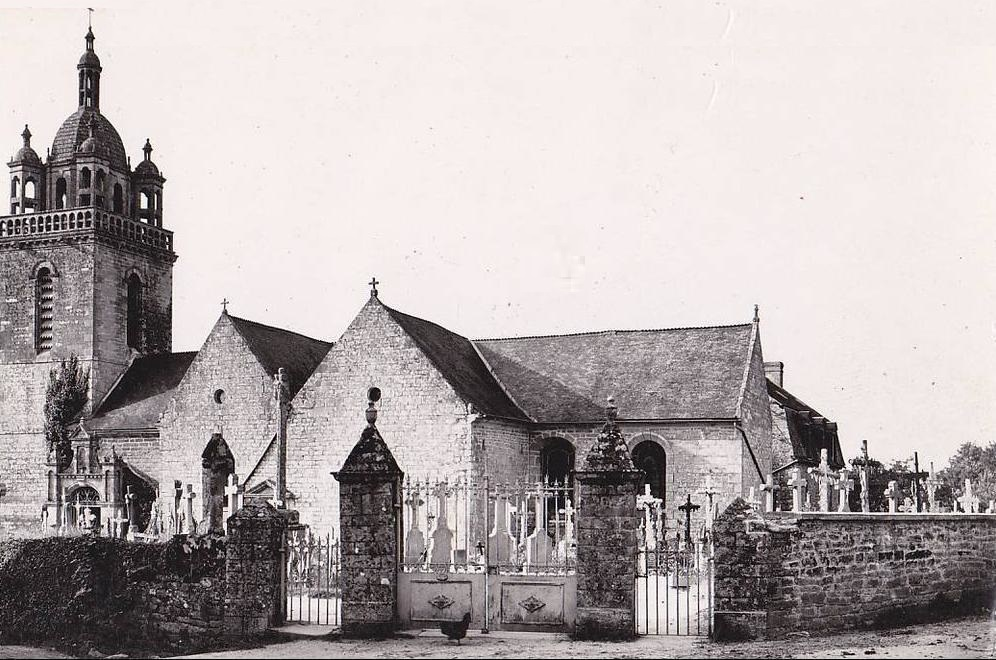
L'église paroissiale Saint-Servais vers 1930.
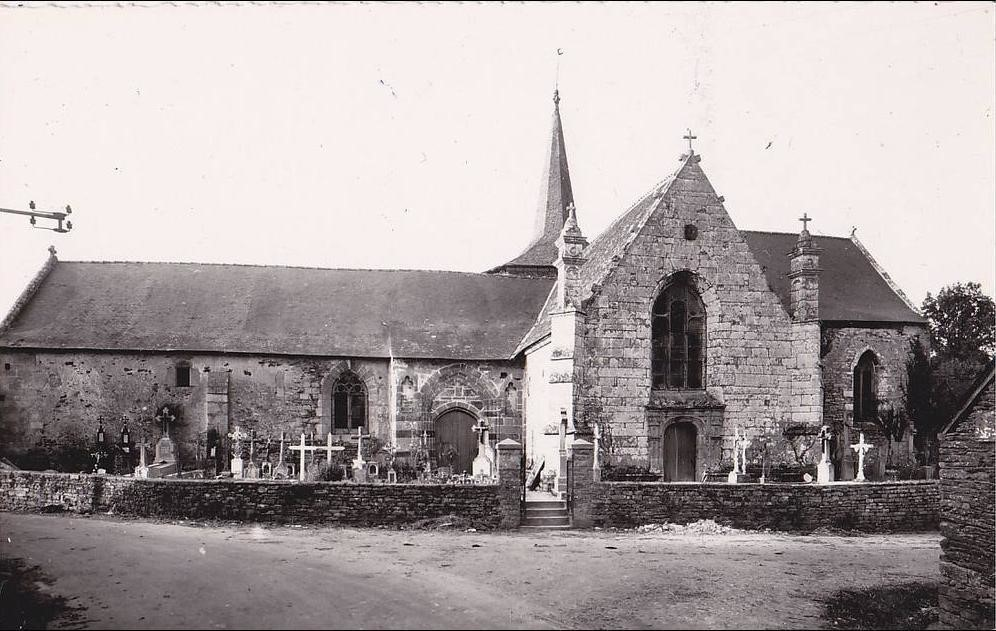
La chapelle Saint-Gobrien et son cimetière vers 1930 (carte postale).
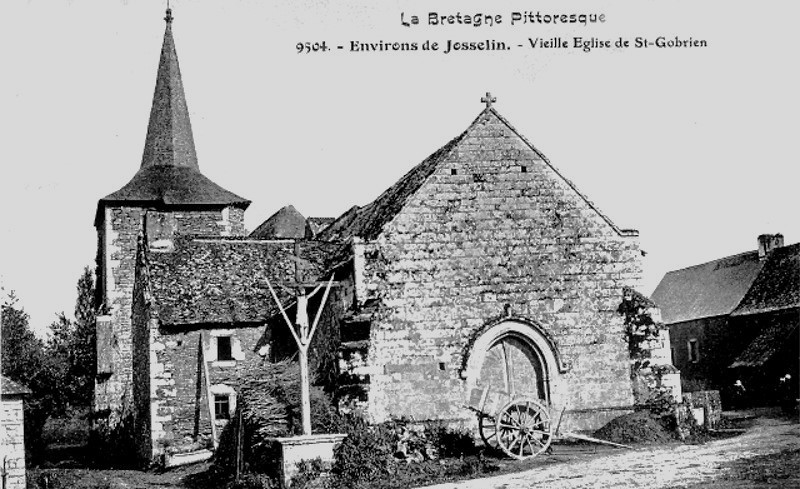
La chapelle Saint-Gobrien vers 1925 (carte postale).
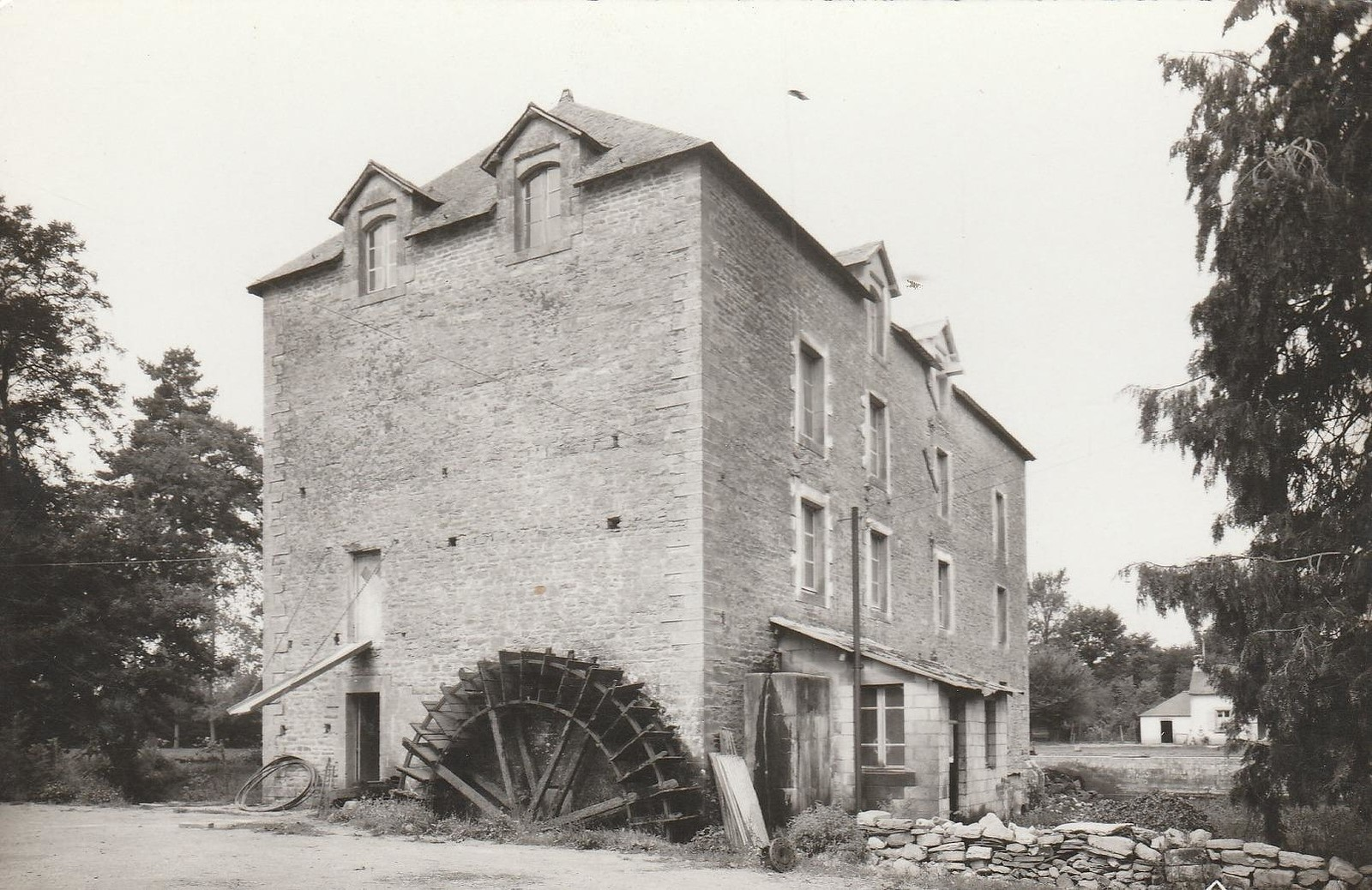
Le moulin à eau de Carmenais, sur l'Oust (carte postale).

#### La Seconde Guerre mondiale
Le monument aux morts de Saint-Servant porte les noms de 8 personnes mortes pour la France pendant la Seconde Guerre mondiale ; parmi eux deux (François Le Blanc et Germain Launay) sont des soldats morts au printemps 1940 lors de la Campagne de France ; Théophile Nizan est mort en captivité en Autriche le 9 mars 1941.

#### L'après-guerre
Un soldat originaire de Saint-Servant (Raphaël Morice) est mort pour la France pendant la Guerre d'Algérie.

### LeXXIesiècle

#### Le parc éolien
Un parc de six éoliennes, d’une hauteur de 140 mètres, produisant deux mégawatts chacune et alimentant 8 300 habitants, ont été installées en 2010, à cheval sur les communes de Lizio et Saint-Servant (3 dans chacune des deux communes). Ce parc éolien est géré par ENGIE Green, filiale du groupe ENGIE. La durée de vie des éoliennes étant de 20 ans, un projet de remplacement vers 2030 par trois ou quatre éoliennes plus puissantes (d'une hauteur variant entre 150 et 165 mètres et d'une puissance totale de 18 mégawatts) est évoqué ; elles seraient néanmoins moins bruyantes que les actuelles éoliennes ; les élus des deux communes ont donné un avis favorable à ce projet en novembre 2021.

## Politique et administration

### Administration locale
| Période            | Période  | Identité                 | Étiquette              | Qualité                                                            |
| ------------------ | -------- | ------------------------ | ---------------------- | ------------------------------------------------------------------ |
| 1792               | 1794     | Pierre Gabriel Monnerais |                        |                                                                    |
| 1794               | 1830     | Joseph Guyot             |                        | Laboureur.                                                         |
| 1830               | 1833     | Jean Marie Gaudin        |                        | Cultivateur. Chef chouan.                                          |
| 1833               | 1846     | Pierre Le Blanc          |                        | Propriétaire.                                                      |
| 1847               | 1865     | Pierre Etienne           |                        | Propriétaire.                                                      |
| 1865               | 1870     | Julien Guyot             |                        | Laboureur. Fils de Joseph Guyot, maire de 1794 à 1830.             |
| 1871               | 1876     | Alexis Guyot             | Républicain            | Cultivateur. Frère de Julien Guyot, maire précédent.               |
| 1876               | 1885     | François Gourmil         | Conservateur royaliste | Cultivateur.                                                       |
| 1885               | 1913     | François Moisan          | Conservateur           | Laboureur .                                                        |
| 1913               | 1935     | Mathurin Moisan          | Conservateur           | Cultivateur . Négociant. Fils de François Moisan, maire précédent. |
| 1935               | 1941     | Joseph Perrotin          | SE                     |                                                                    |
| 1941               | 1947     | François Bihouée         | SE                     | Agriculteur.                                                       |
| 1947               | 1959     | Henri Perrotin           | SE                     |                                                                    |
| 1959               | 1988     | René Danet               | SE                     | Commerçant                                                         |
| 1989               | 2001     | Noël Perrotin            | SE                     | Chef d'entreprise en production porcine                            |
| 2001               | 2008     | Jean Perrotin            | SE                     | Ingénieur ergonome                                                 |
| 2008               | 2014     | Alain Commandoux         | SE                     | Agent de la sécurité sociale                                       |
| 2014 Réélu en 2020 | En cours | Hervé Brulé              | SE                     | Chef d'entreprise                                                  |

### Tendances politiques et résultats

#### Élections présidentielles, résultats des deuxièmes tours
- Élection présidentielle de 2002[42]: 85,89 % pour Jacques Chirac (RPR), 14,11 % pour Jean-Marie Le Pen (FN), 85,23 % de participation.
- Élection présidentielle de 2007[43]: 52,06 % pour Nicolas Sarkozy (UMP), 47,94 % pour Ségolène Royal (PS), 91,04 % de participation.
- Élection présidentielle de 2012[44]: 50,45 % pour Nicolas Sarkozy (UMP), 49,55 % pour François Hollande (PS), 88,89 % de participation.
- Élection présidentielle de 2017[45] : 67,36 % pour Emmanuel Macron (LREM), 32,64 % pour Marine Le Pen (RN), 82,18 % de participation.

#### Élections législatives, résultats des deuxièmes tours
- Élections législatives de 2002[46]: 58,75 % pour Loïc Bouvard (UMP), 41,25 % pour Paul Paboeuf (PS), 70,75 % de participation.
- Élections législatives de 2007[47]: 52,17 % pour Loïc Bouvard (UMP), 47,83 % pour Béatrice Le Marre (PS), 70,13 % de participation.
- Élections législatives de 2012[48]: 51,93 % pour Paul Molac (EÉLV), 48,07 % pour François Guéant (UMP), 67,50 % de participation.
- Élections législatives de 2017 : 59,07 % pour Paul Molac (RPS), 13,99 % pour Marie-Hélène HERRY (LR), 57,65 % de participation.

#### Élections régionales, résultats des trois meilleurs scores
- Élections régionales de 2010[49]: 49,24 % pour Jean-Yves Le Drian (PS), 33,76 % pour Bernadette Malgorn (UMP), 17,01 % pour Guy Hascoët (EELV), 59,59 % de participation.
- Élections régionales de 2015 : 47,27 % pour Jean-Yves Le Drian (PS), 31,95 % pour Marc Le Fur (LR), 20,78 % pour Gilles Pennelle (RN), 59,97 % de participation.

### Jumelages
Saint-Servant est jumelée avec :
- Auvillar (France) depuis 1995

## Population et société

### Démographie
L'évolution du nombre d'habitants est connue à travers les recensements de la population effectués dans la commune depuis 1793. Pour les communes de moins de 10 000 habitants, une enquête de recensement portant sur toute la population est réalisée tous les cinq ans, les populations de référence des années intermédiaires étant quant à elles estimées par interpolation ou extrapolation. Pour la commune, le premier recensement exhaustif entrant dans le cadre du nouveau dispositif a été réalisé en 2004.

En 2022, la commune comptait 789 habitants, en évolution de −2,47 % par rapport à 2016 (Morbihan : +3,82 %, France hors Mayotte : +2,11 %).
| 1793  | 1800  | 1806  | 1821  | 1831  | 1836  | 1841  | 1846  | 1851  |
| ----- | ----- | ----- | ----- | ----- | ----- | ----- | ----- | ----- |
| 1 206 | 1 382 | 1 179 | 1 124 | 1 242 | 1 227 | 1 175 | 1 272 | 1 340 |

| 1856  | 1861  | 1866  | 1872  | 1876  | 1881  | 1886  | 1891  | 1896  |
| ----- | ----- | ----- | ----- | ----- | ----- | ----- | ----- | ----- |
| 1 346 | 1 354 | 1 360 | 1 375 | 1 430 | 1 419 | 1 456 | 1 475 | 1 498 |

| 1901  | 1906  | 1911  | 1921  | 1926  | 1931  | 1936  | 1946  | 1954  |
| ----- | ----- | ----- | ----- | ----- | ----- | ----- | ----- | ----- |
| 1 523 | 1 560 | 1 442 | 1 316 | 1 264 | 1 244 | 1 215 | 1 195 | 1 052 |

| 1962 | 1968 | 1975 | 1982 | 1990 | 1999 | 2004 | 2006 | 2009 |
| ---- | ---- | ---- | ---- | ---- | ---- | ---- | ---- | ---- |
| 991  | 960  | 916  | 876  | 830  | 810  | 797  | 786  | 783  |

| 2014 | 2019 | 2022 | - | - | - | - | - | - |
| ---- | ---- | ---- | - | - | - | - | - | - |
| 813  | 812  | 789  | - | - | - | - | - | - |

### Manifestations culturelles et festivités
- Le Festi'Val de l'Oust, tous les étés depuis 2008, fin juin ou début juillet. Il rassemble 5 000 personnes sur deux jours[54].
- Stunt Show, tous les étés (4e édition 2011).

## Culture locale et patrimoine

### Lieux et monuments
- Église paroissiale Saint-Servais : dédiée à saint Servais, elle conserve des vestiges allant du XVe siècle (niche) au XXe siècle (restauration à l'initiative de l'abbé Jean-Mathurin Nicolas[Note 19], recteur de Saint-Servant entre 1951 et 1968), y compris de tous les siècles intermédiaires (arcades et chapelles latérales du XVIe siècle, reconstruction au XVIIe siècle et au XVIIIe siècle)[55]. L'église possède aussi un patrimoine mobilier important et diversifié[56].

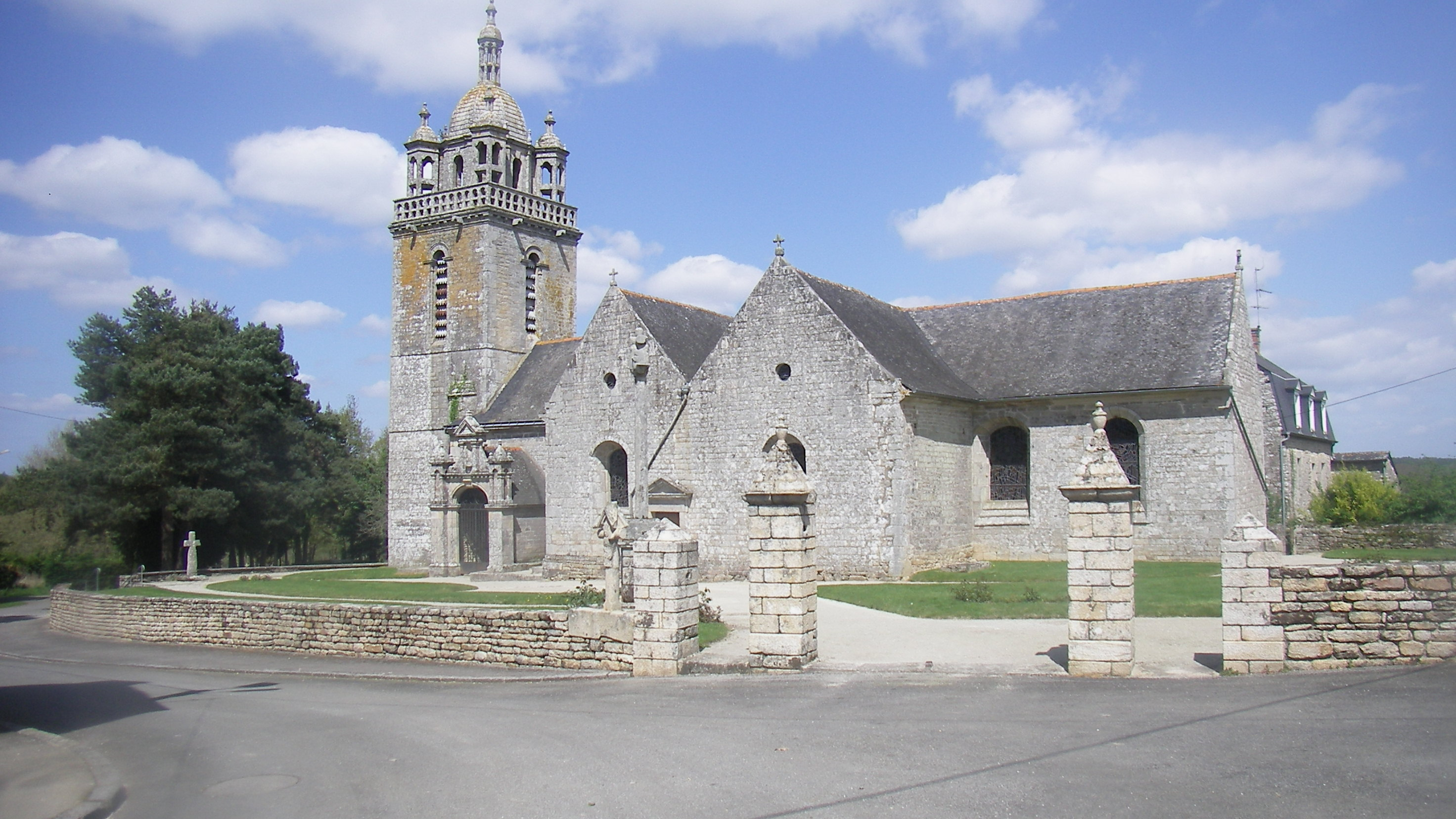
L'église Saint-Servais : vue extérieure d'ensemble.
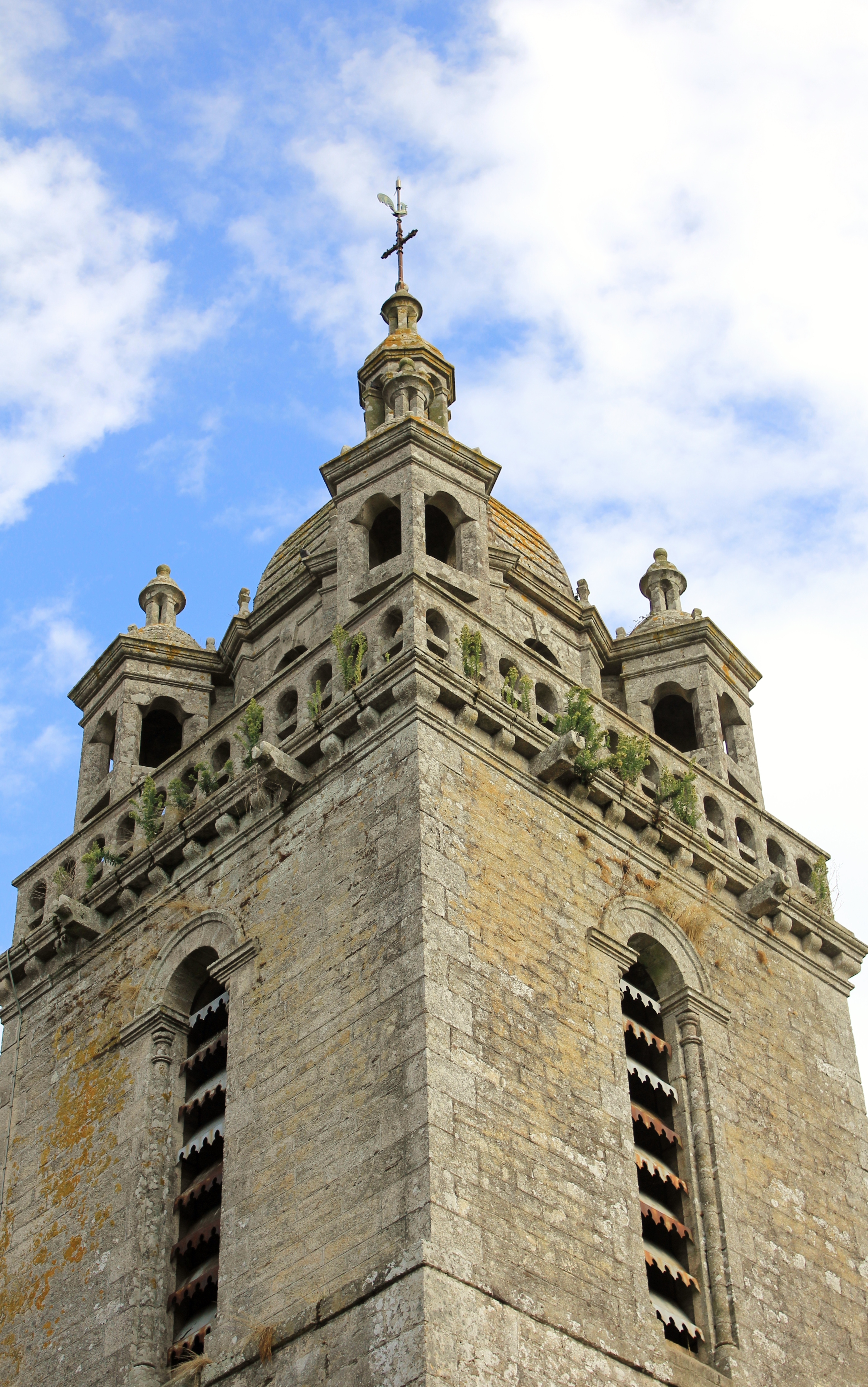
L'église Saint-Servais : le clocher.
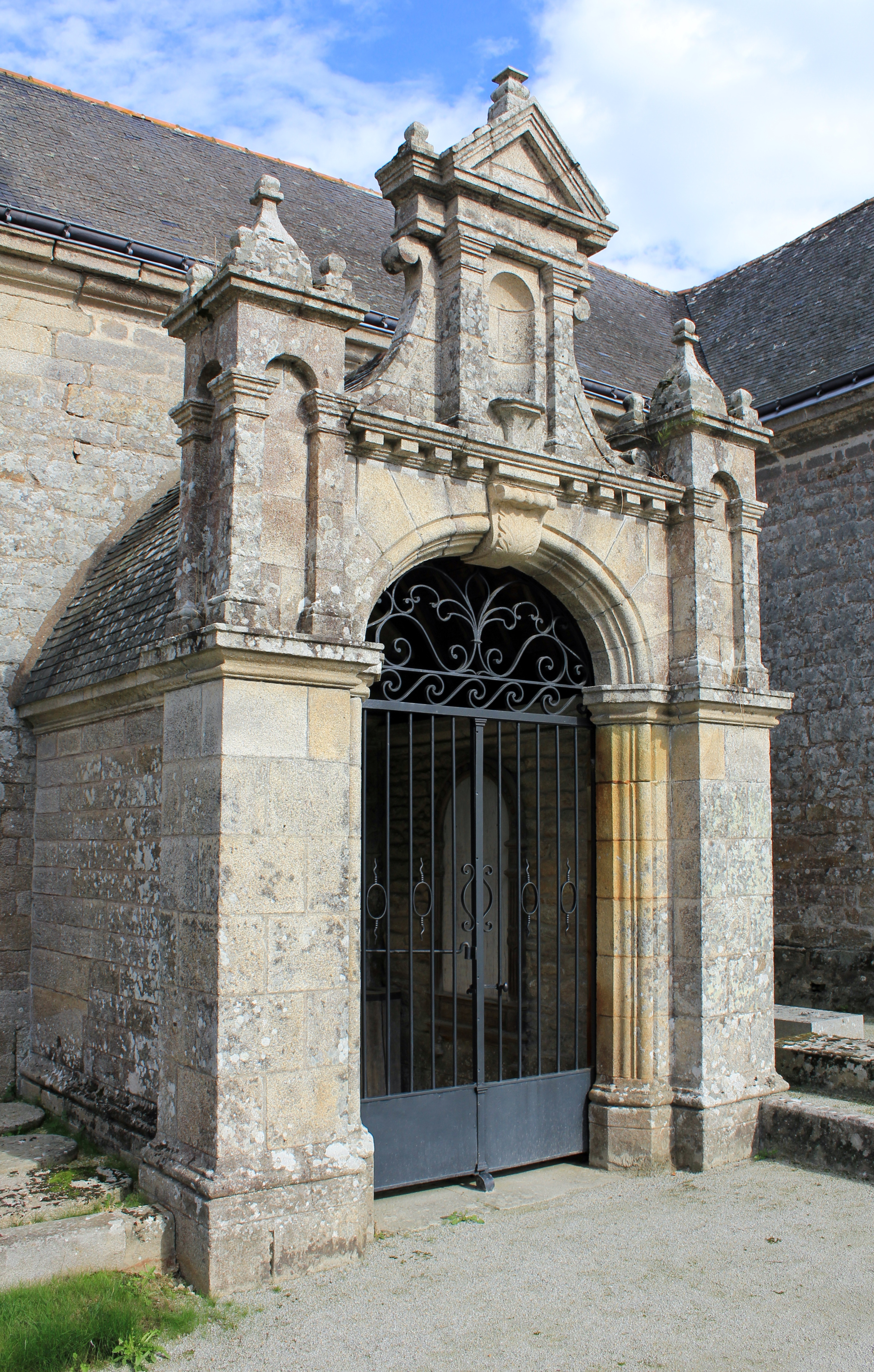
L'église Saint-Servais : porche sud datant du XVIIIe siècle.
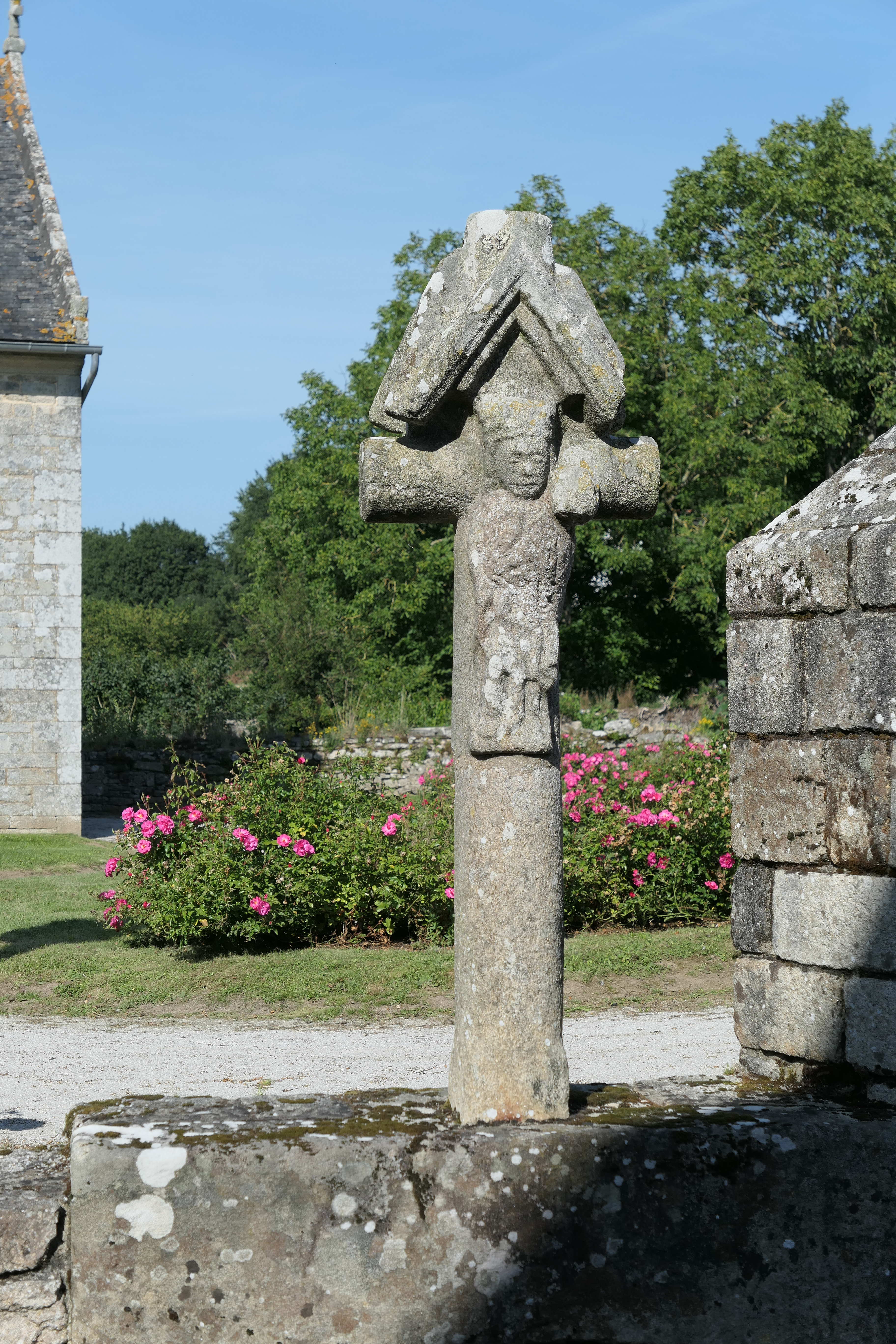
Croix située sur le mur de l'enclos paroissial).
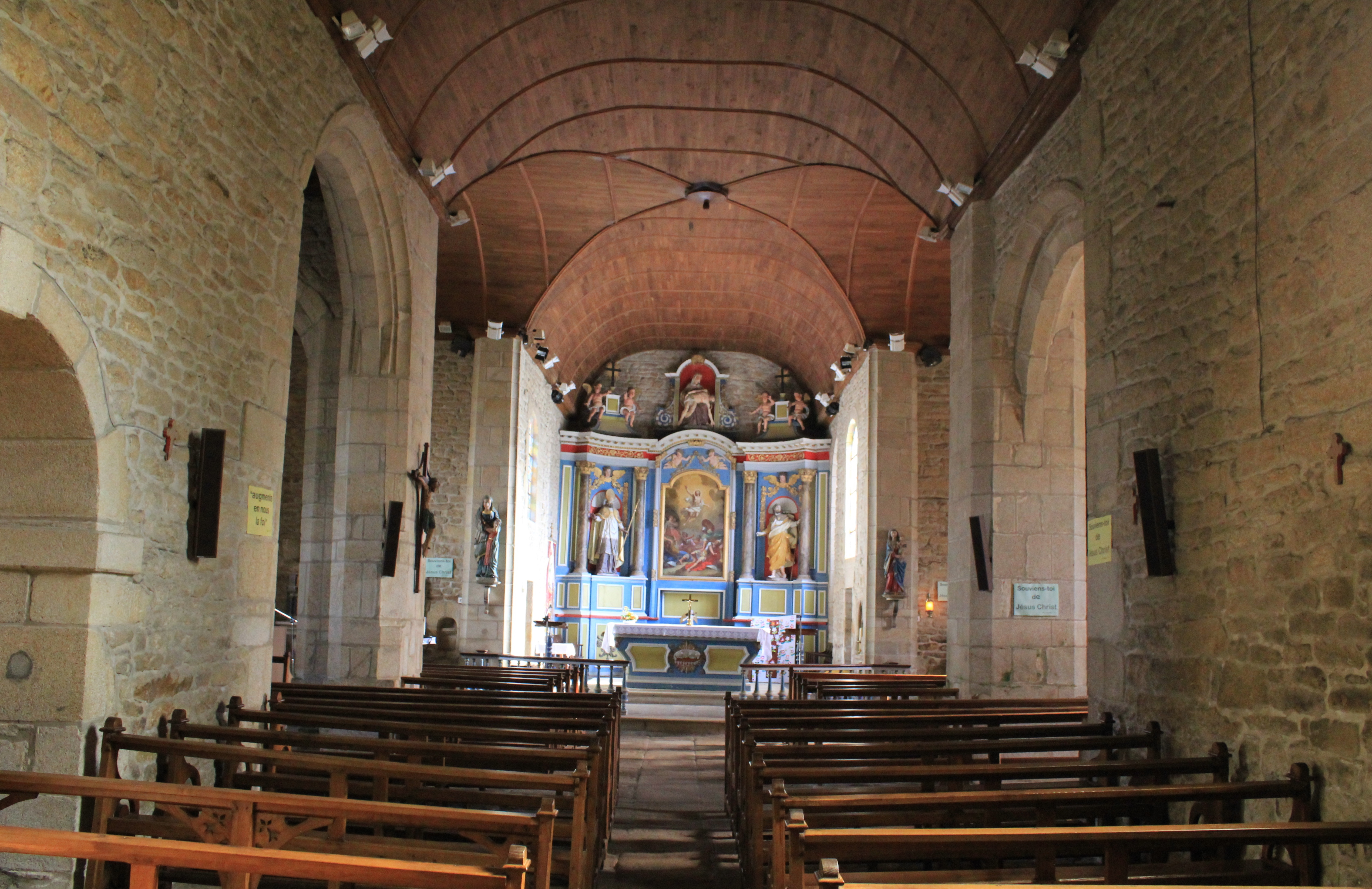
L'église Saint-Servais : vue intérieure d'ensemble.
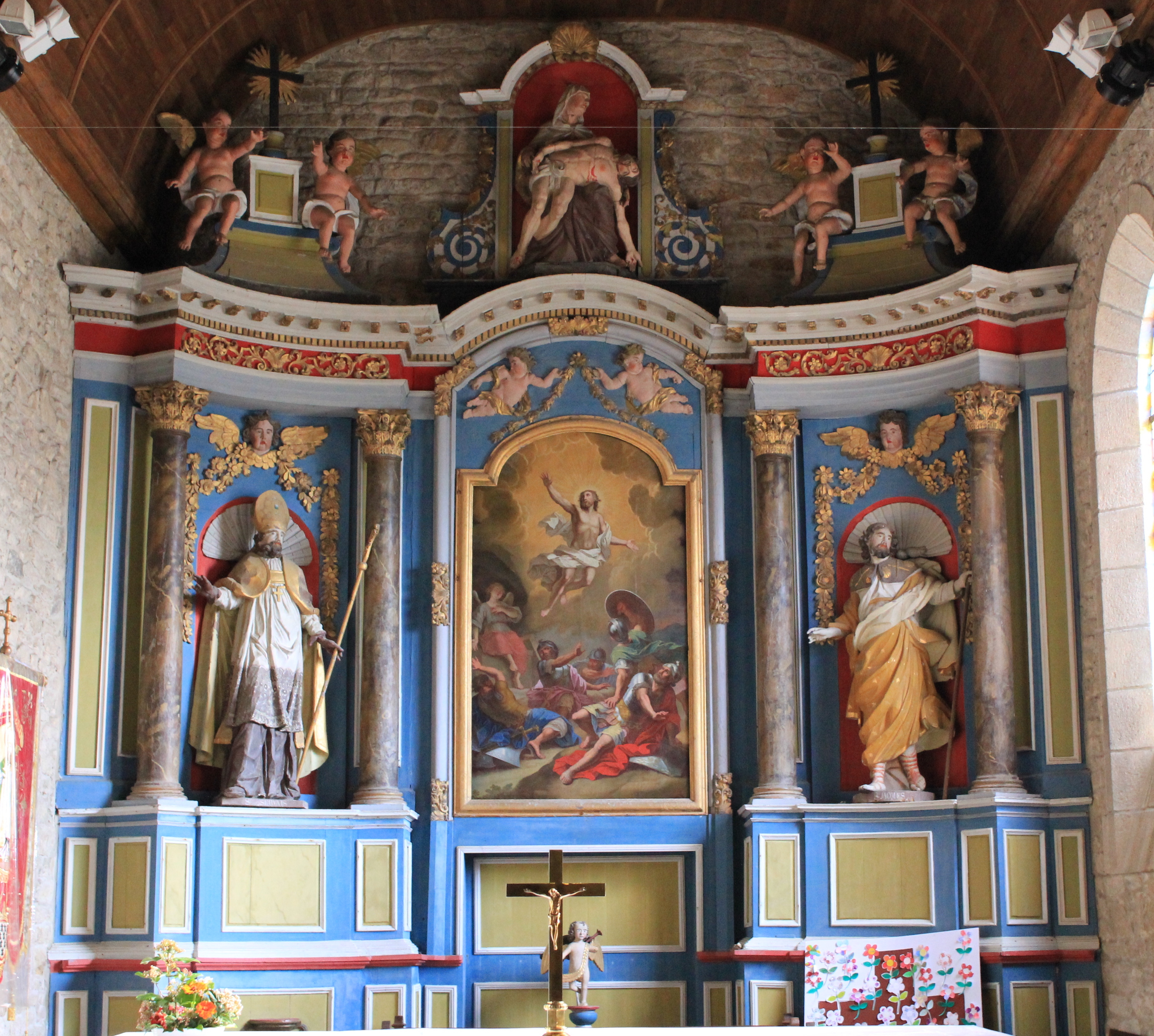
L'église Saint-Servais : retable du maître-autel, avec saint Servais à gauche et saint Jacques à droite.

- Chapelle de Saint-Gobrien : dédiée à saint Gobrien, elle est en forme de croix latine à vaisseau unique; son clocher s'élève au-dessus du bras nord du transept. Elle a fait l'objet d'une étude de consolidation et de restauration en 2010[25]. Elle possède un important patrimoine mobilier[57].

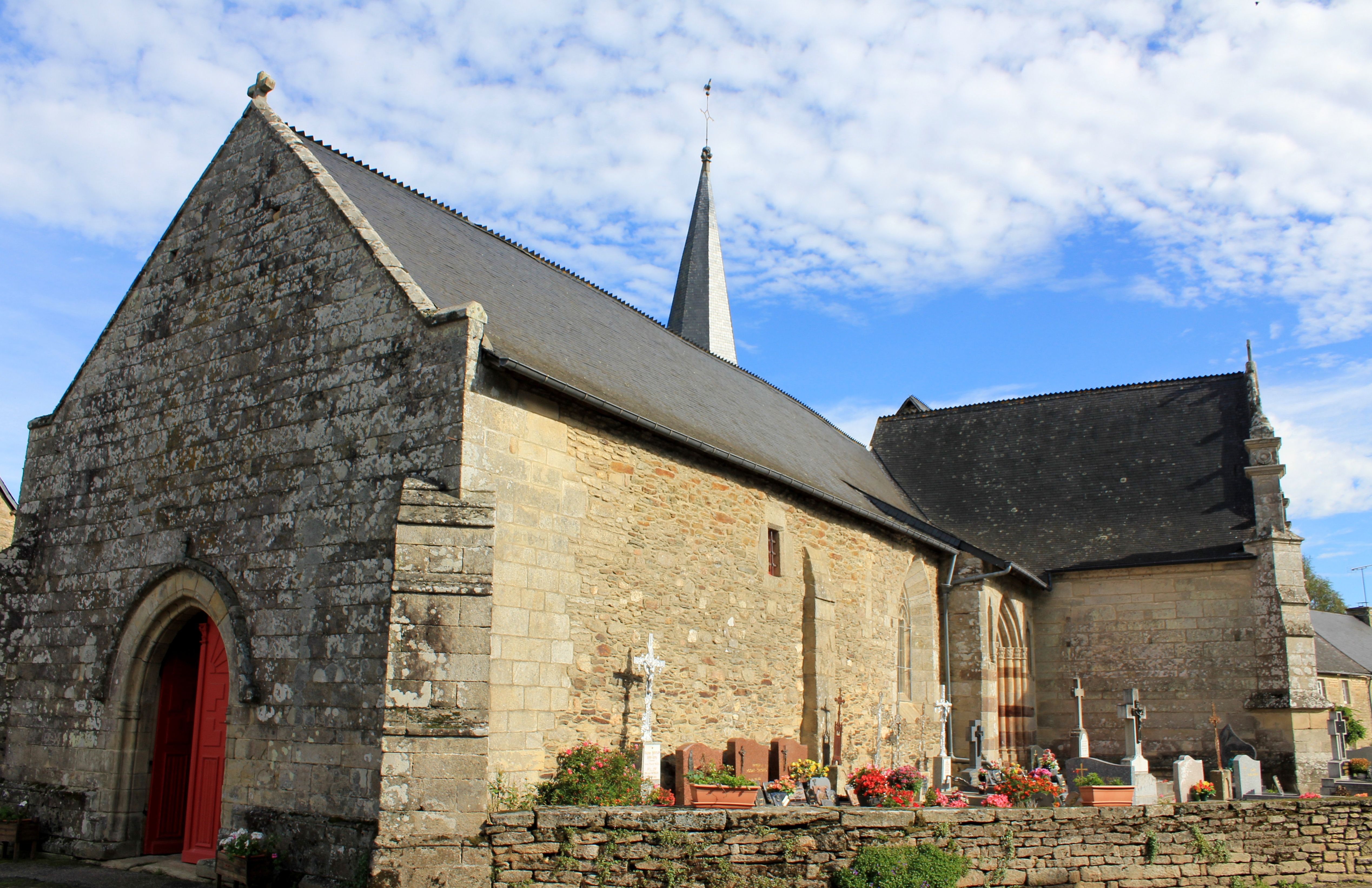
Chapelle Saint-Gobrien : vue extérieure d'ensemble.
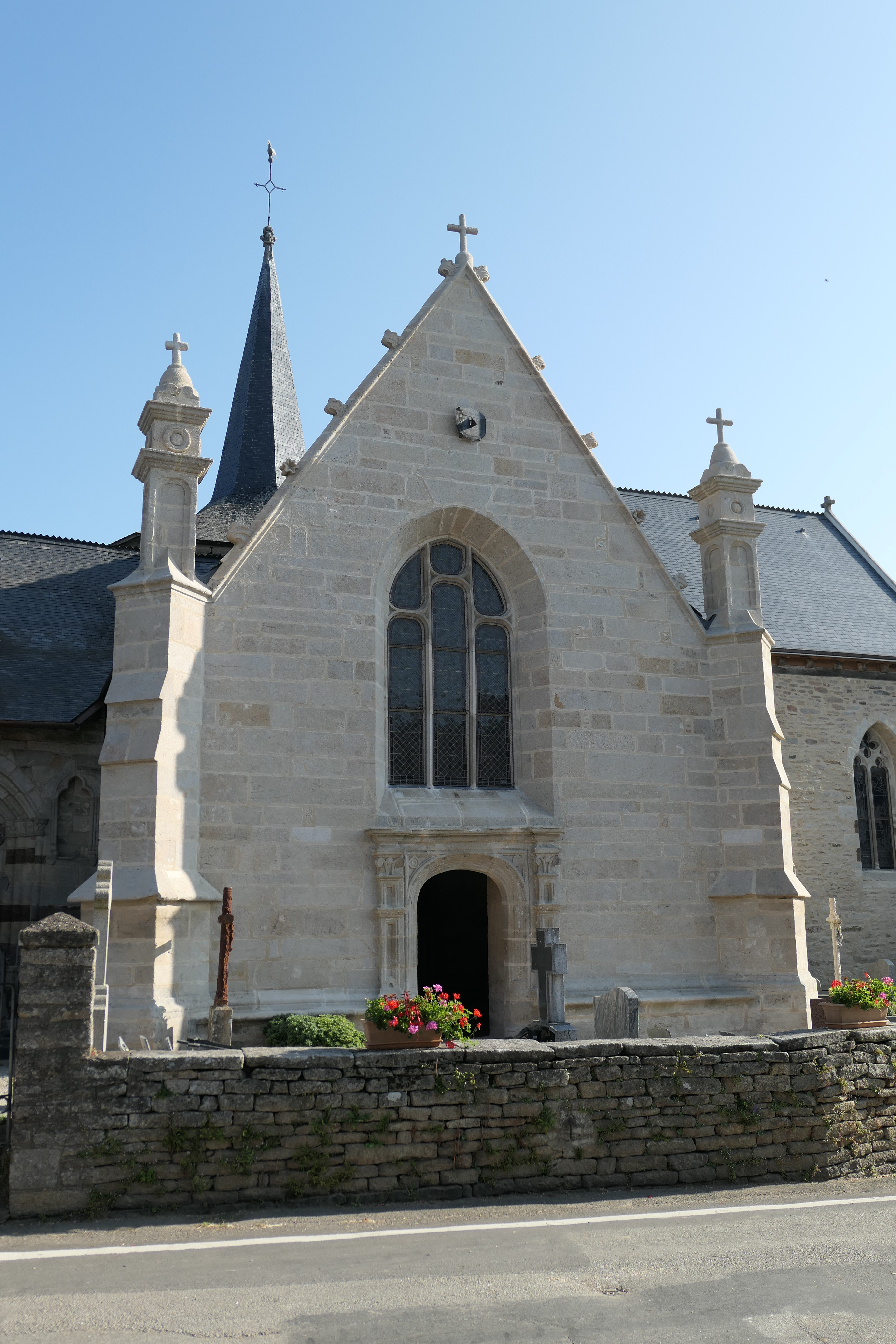
Chapelle Saint-Gobrien : transept méridional.
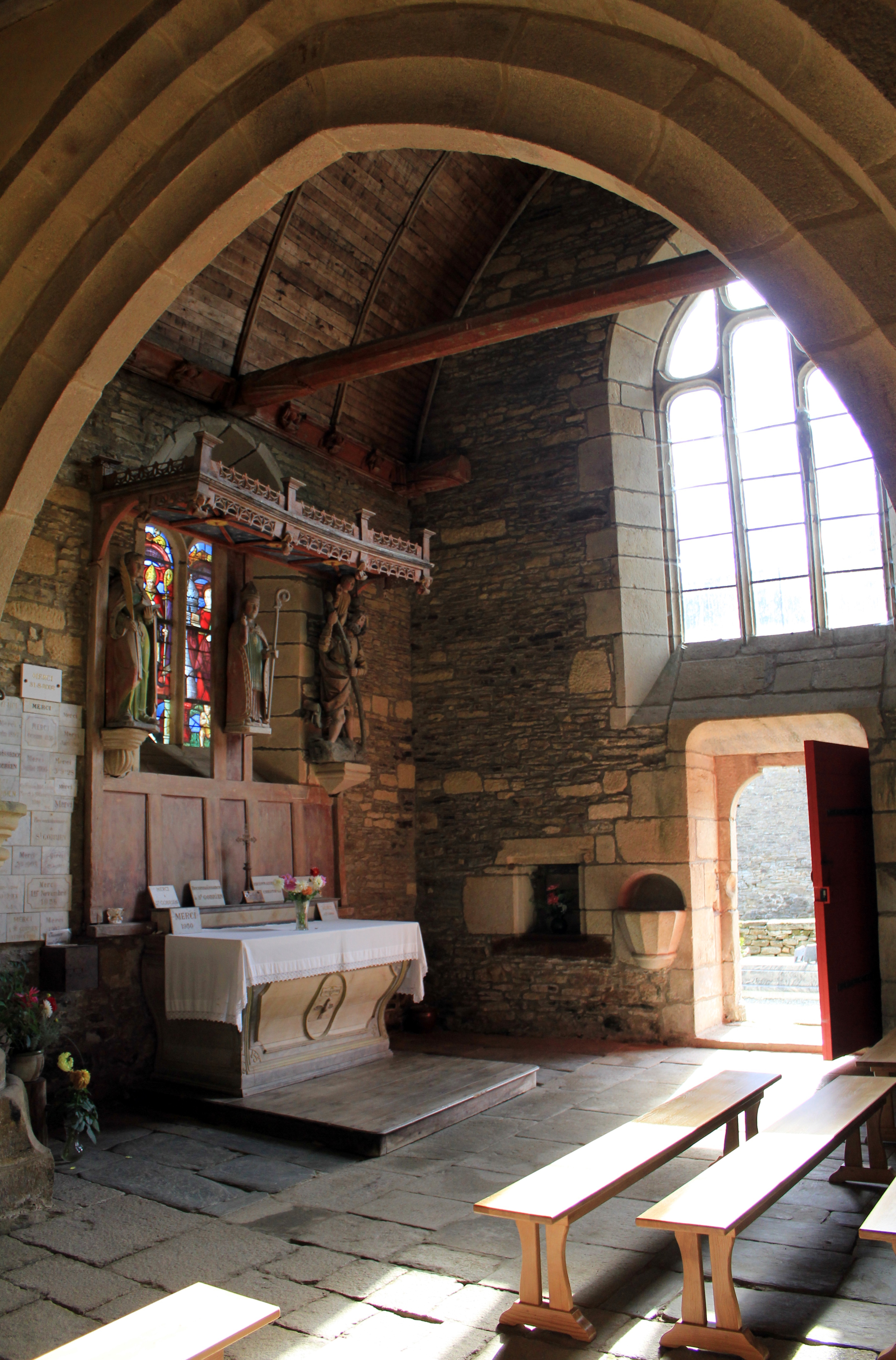
Chapelle Saint-Gobrien : vue intérieure.
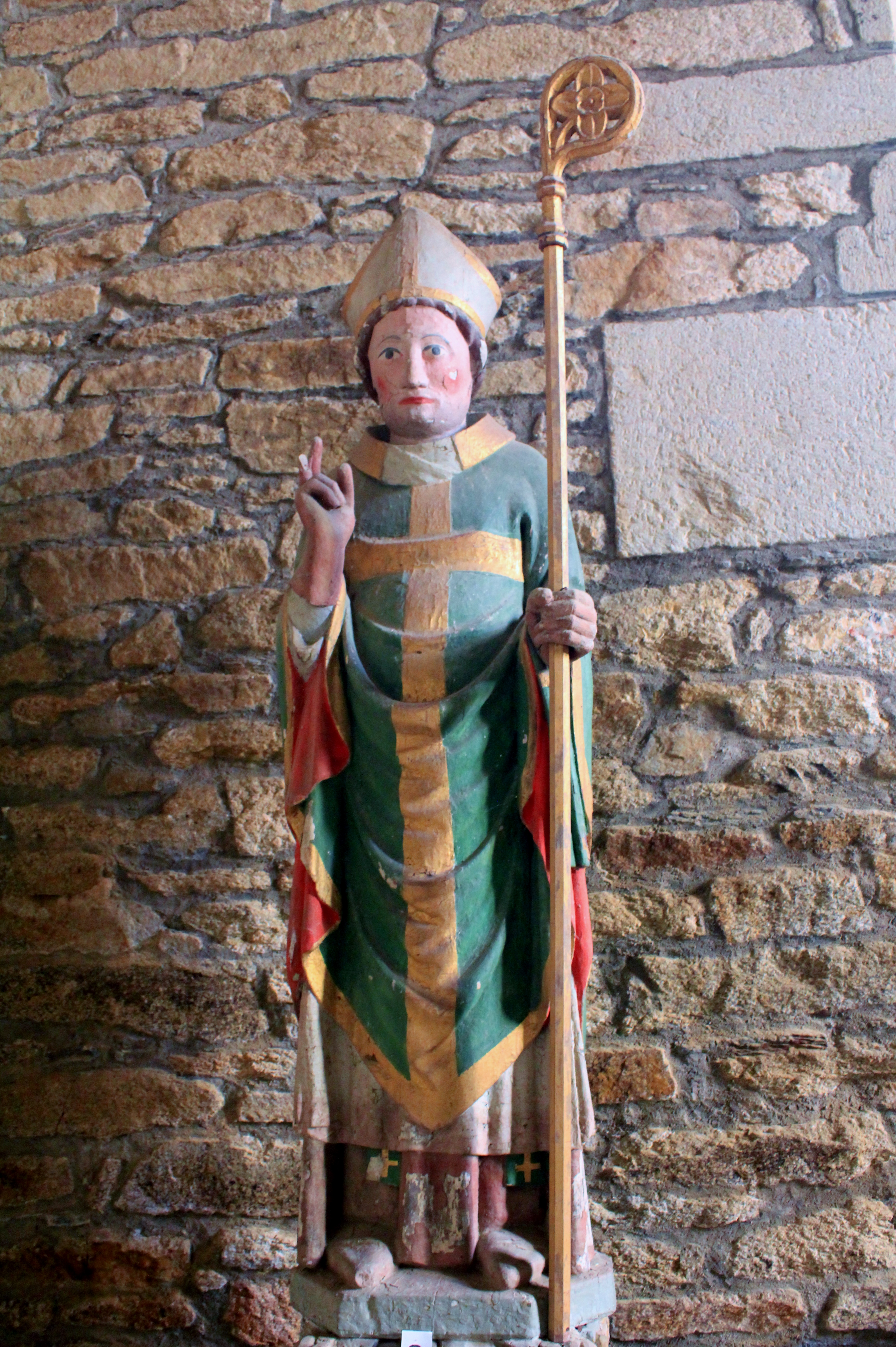
Chapelle Saint-Gobrien : statue de saint Gobrien située dans le chœur.
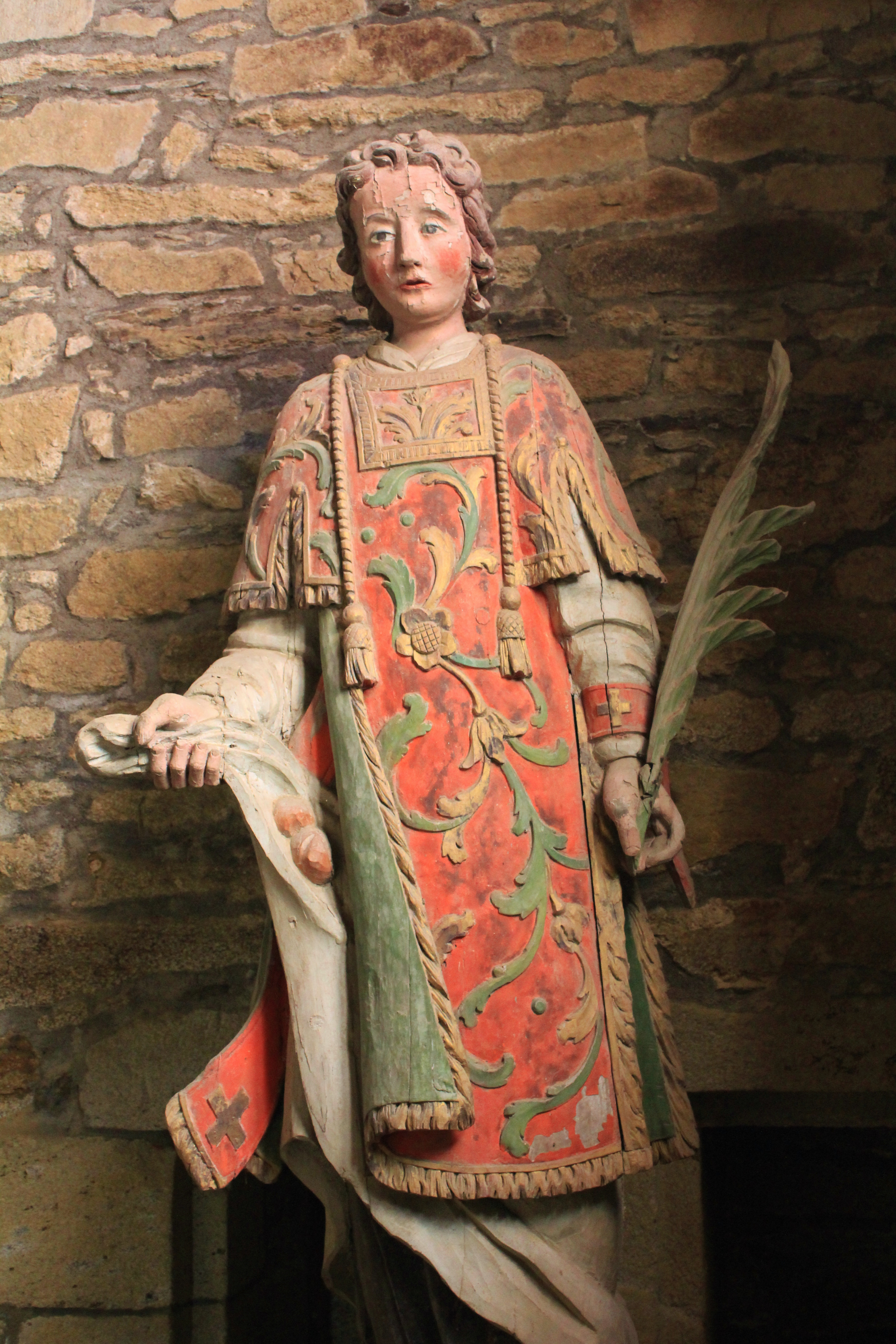
Chapelle Saint-Gobrien : statue de saint Étienne située dans le chœur.
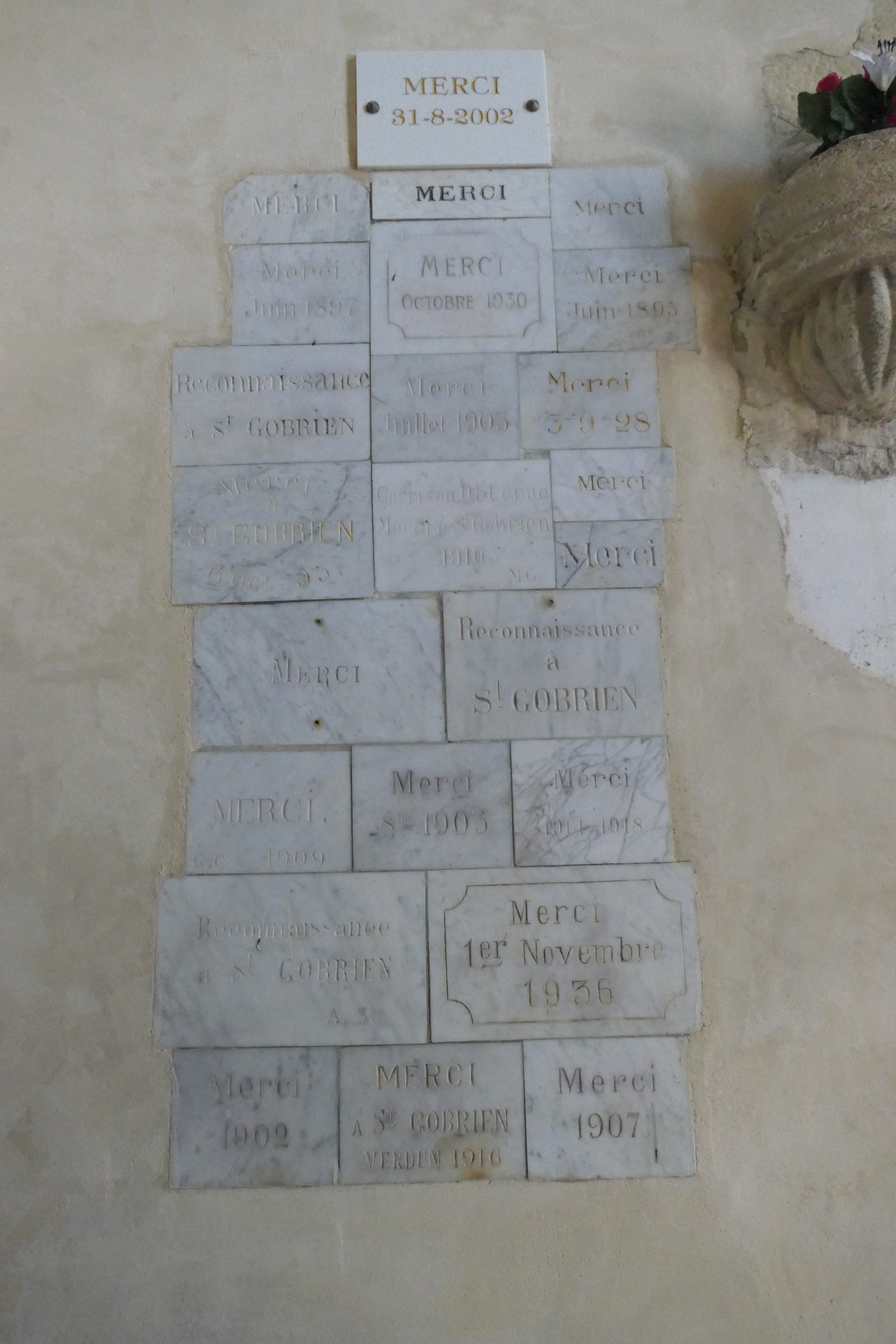
Chapelle de Saint-Gobrien : ex-votos.

- Chapelle Saint-Julien-du-Bois-du-Gué: elle date du XIVe siècle (restaurée au XVIIe siècle) et abrite un groupe en bois polychrome de sainte Anne, la Vierge et l'Enfant Jésus, qui date du XVIIe siècle.
- Château de Castel : le château actuel date du XVIIIe siècle, son colombier est du début du XVIIe siècle et sa chapelle date de 1771 ; plusieurs bâtiments annexes avoisinent le château[58].

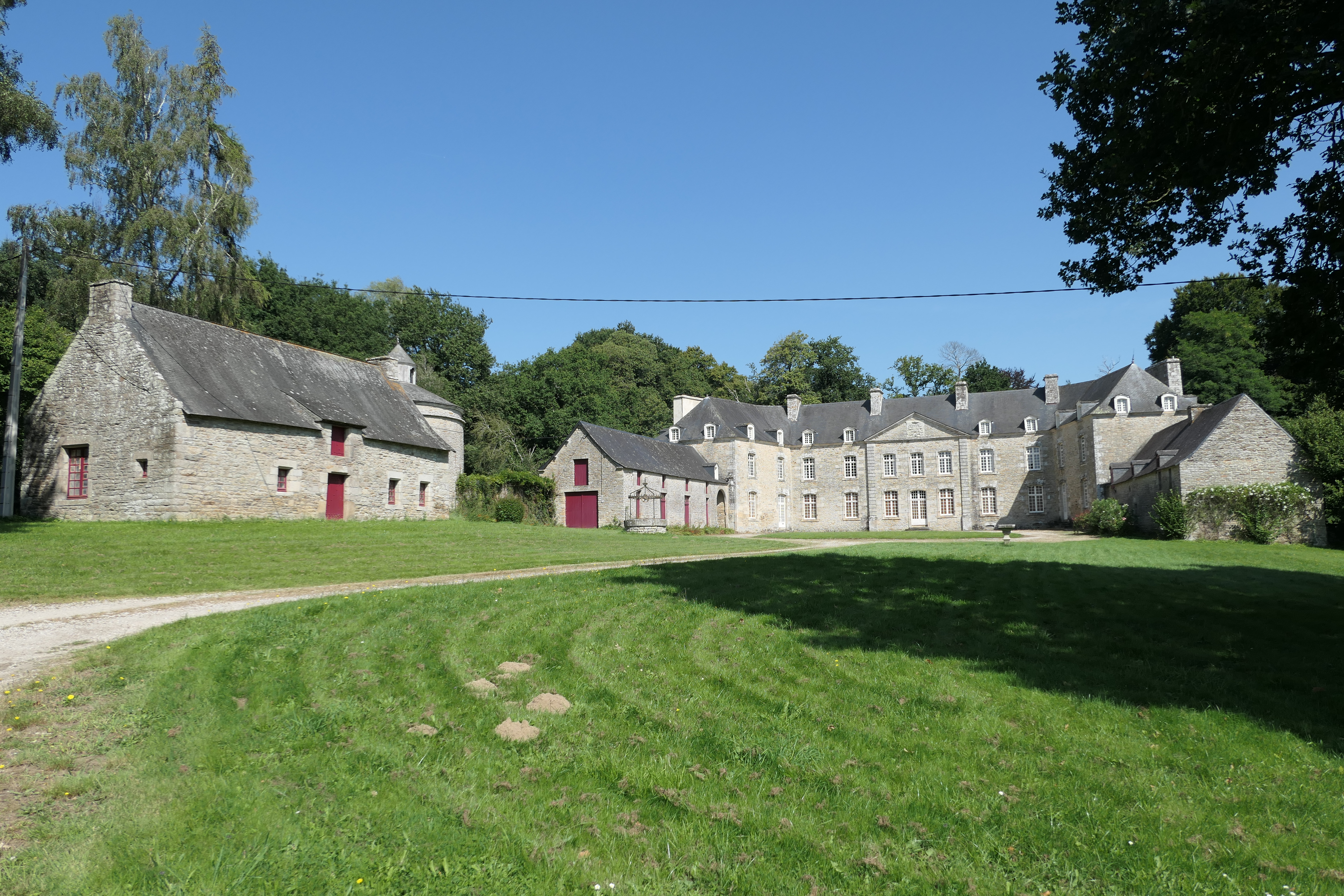
Château de Castel : vue générale.
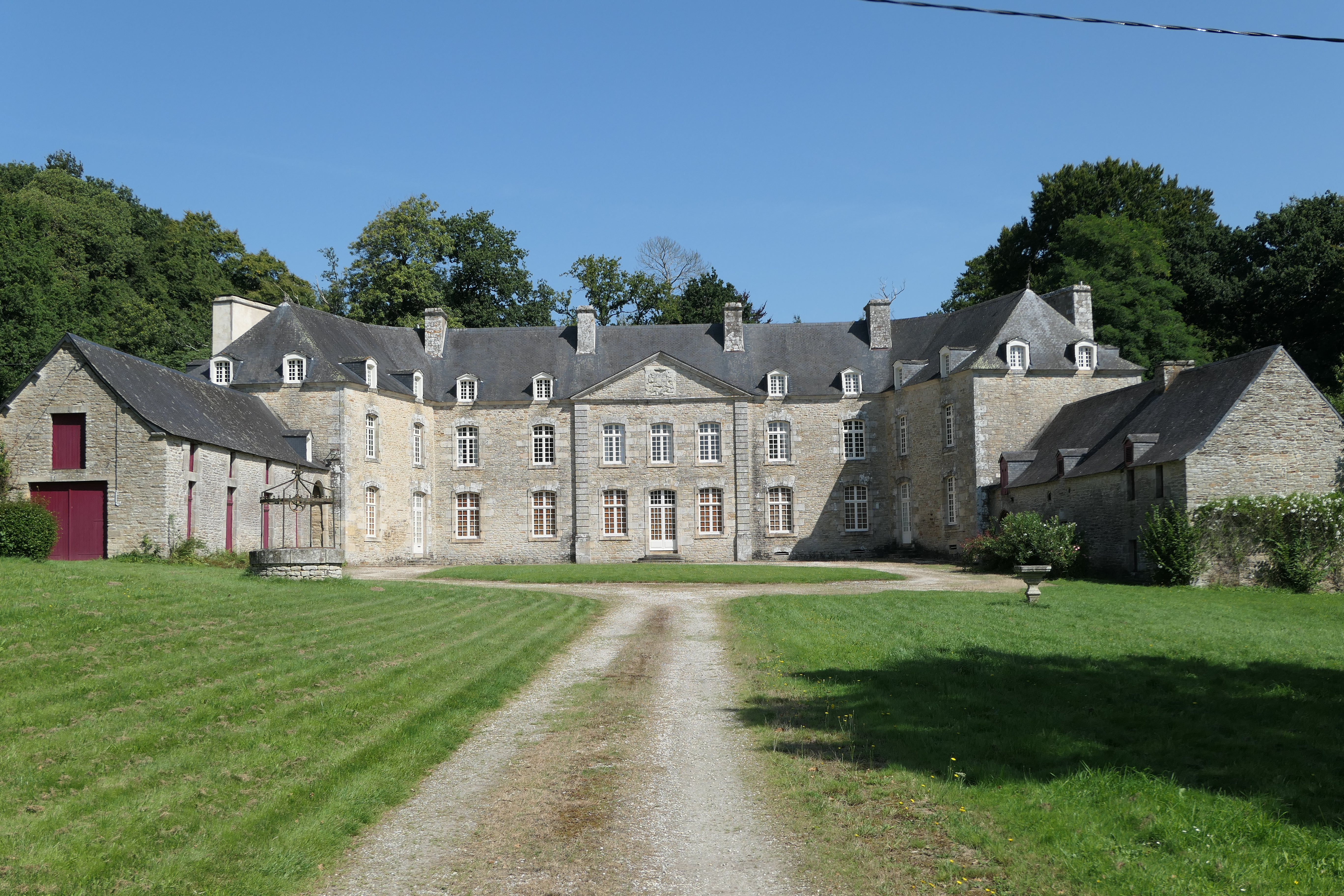
Château de Castel : vue d'ensemble.
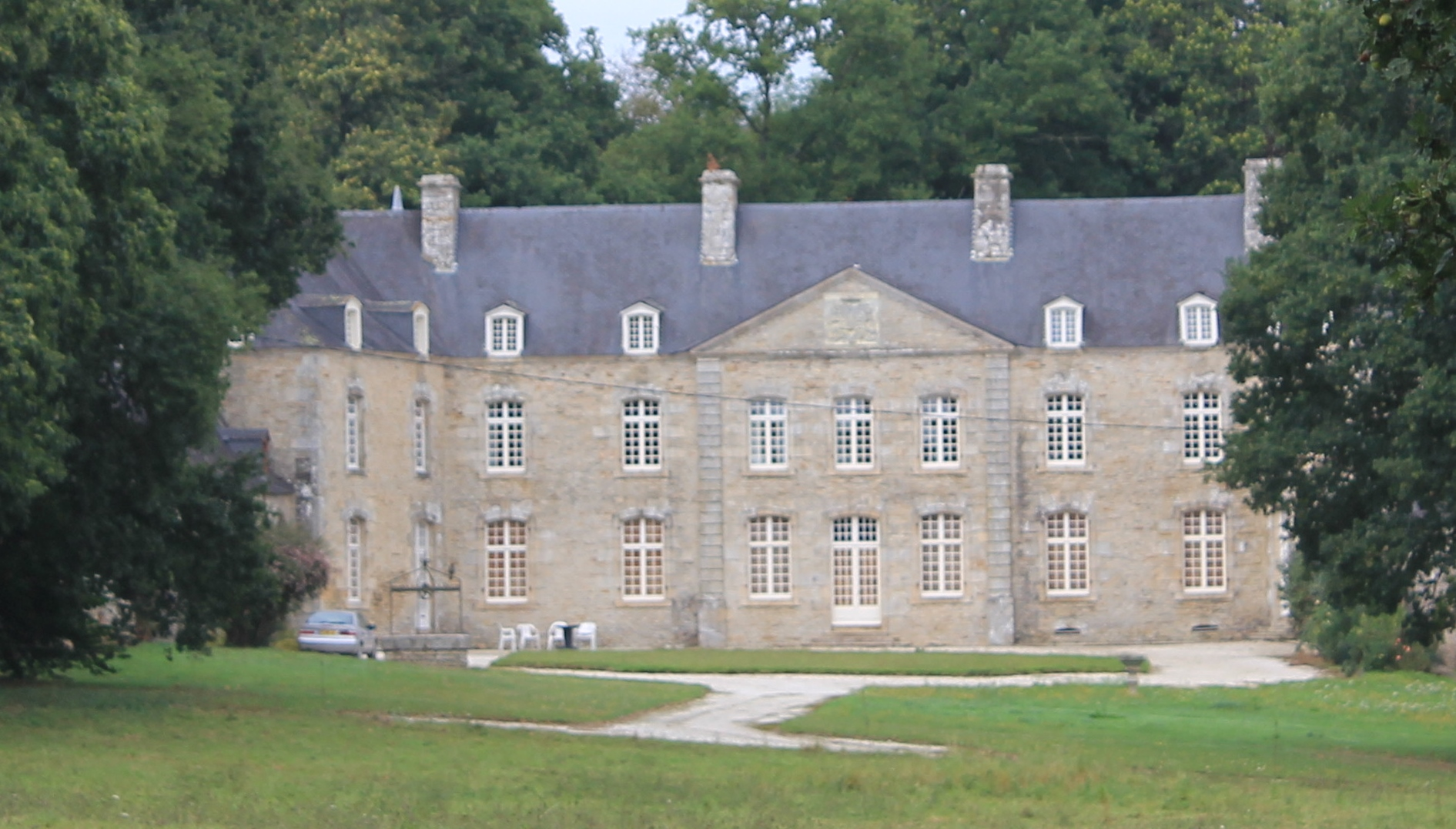
Le château de Castel vu de près.
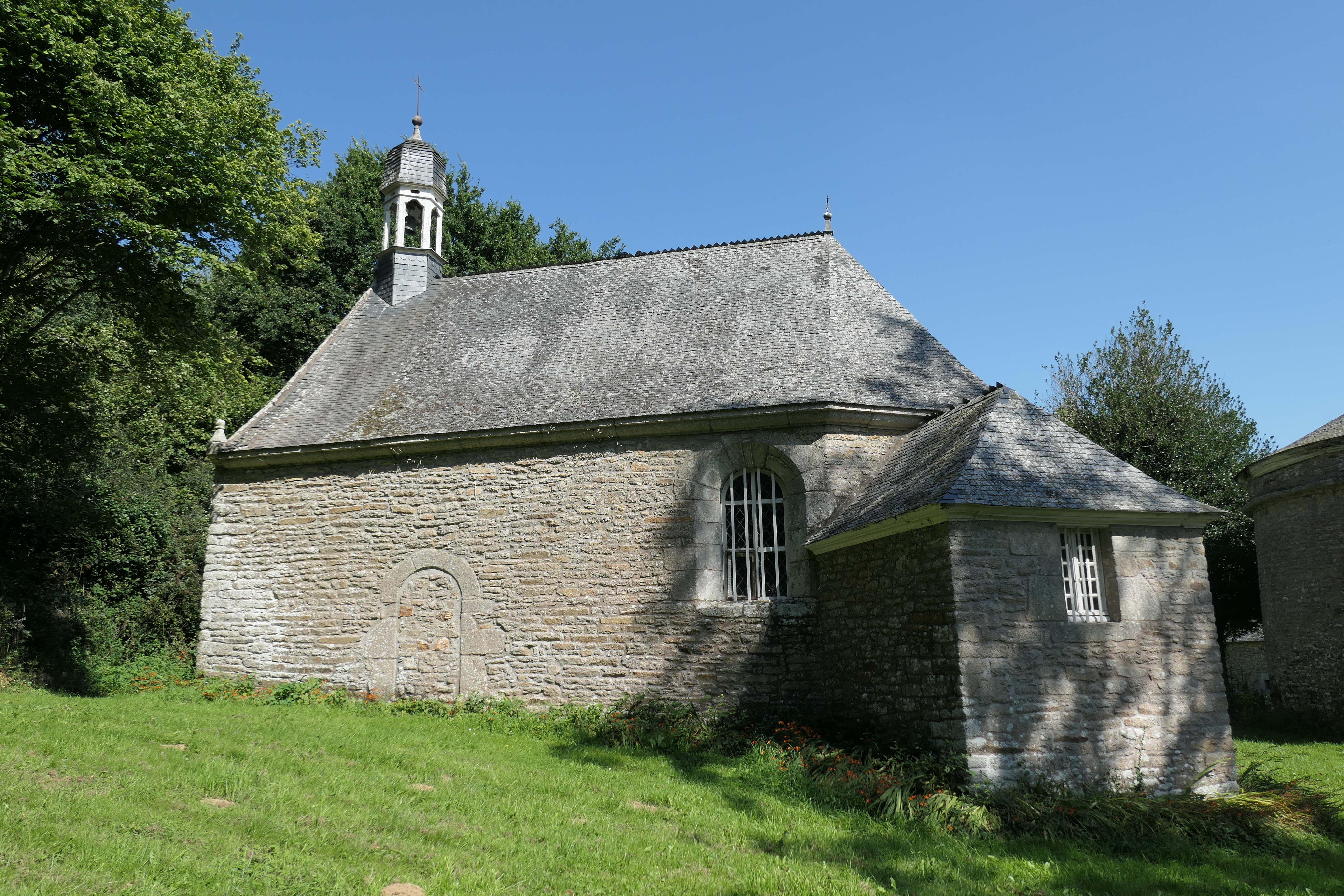
Châterau de Castel : la chapelle.
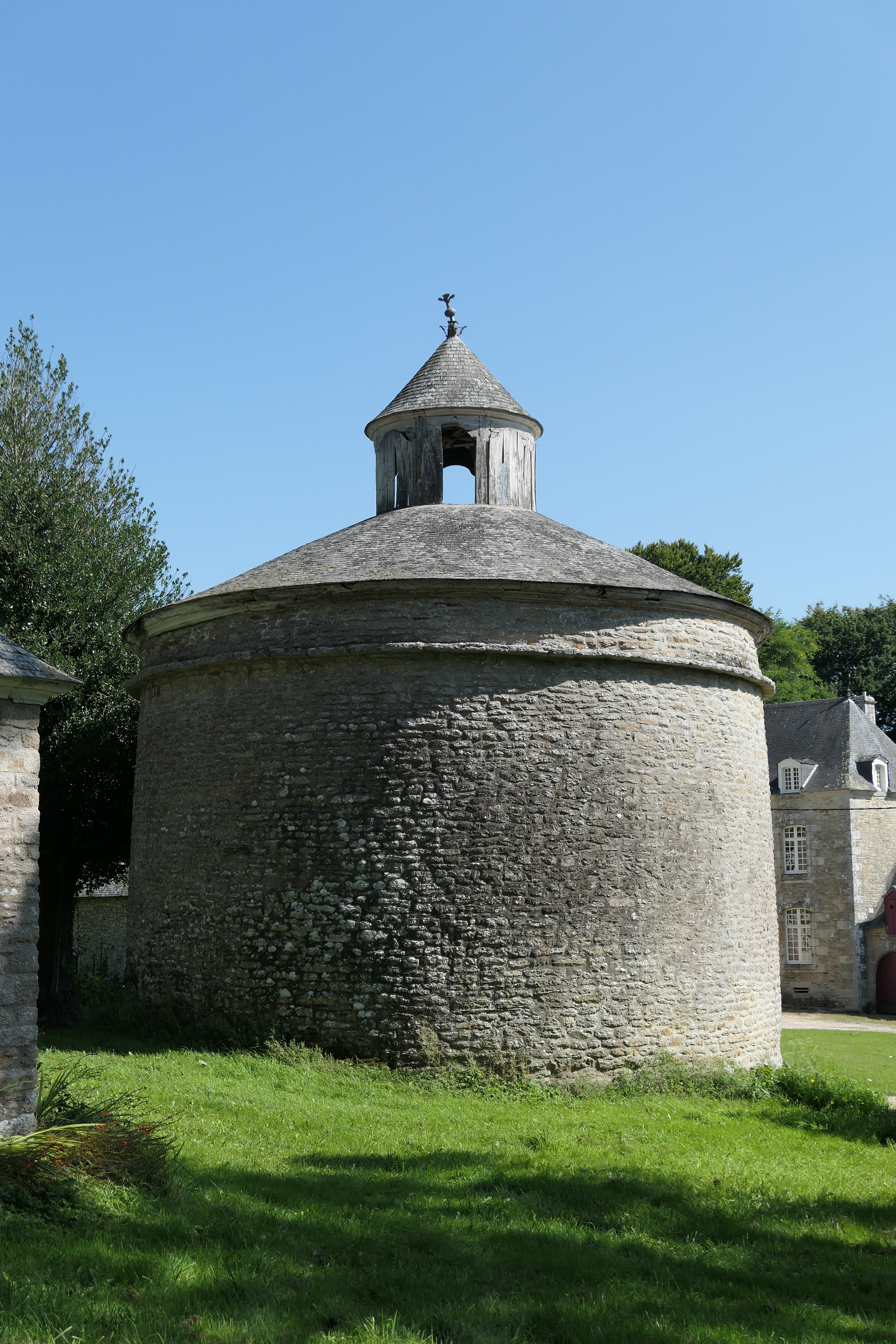
Château de Castel : le colombier.
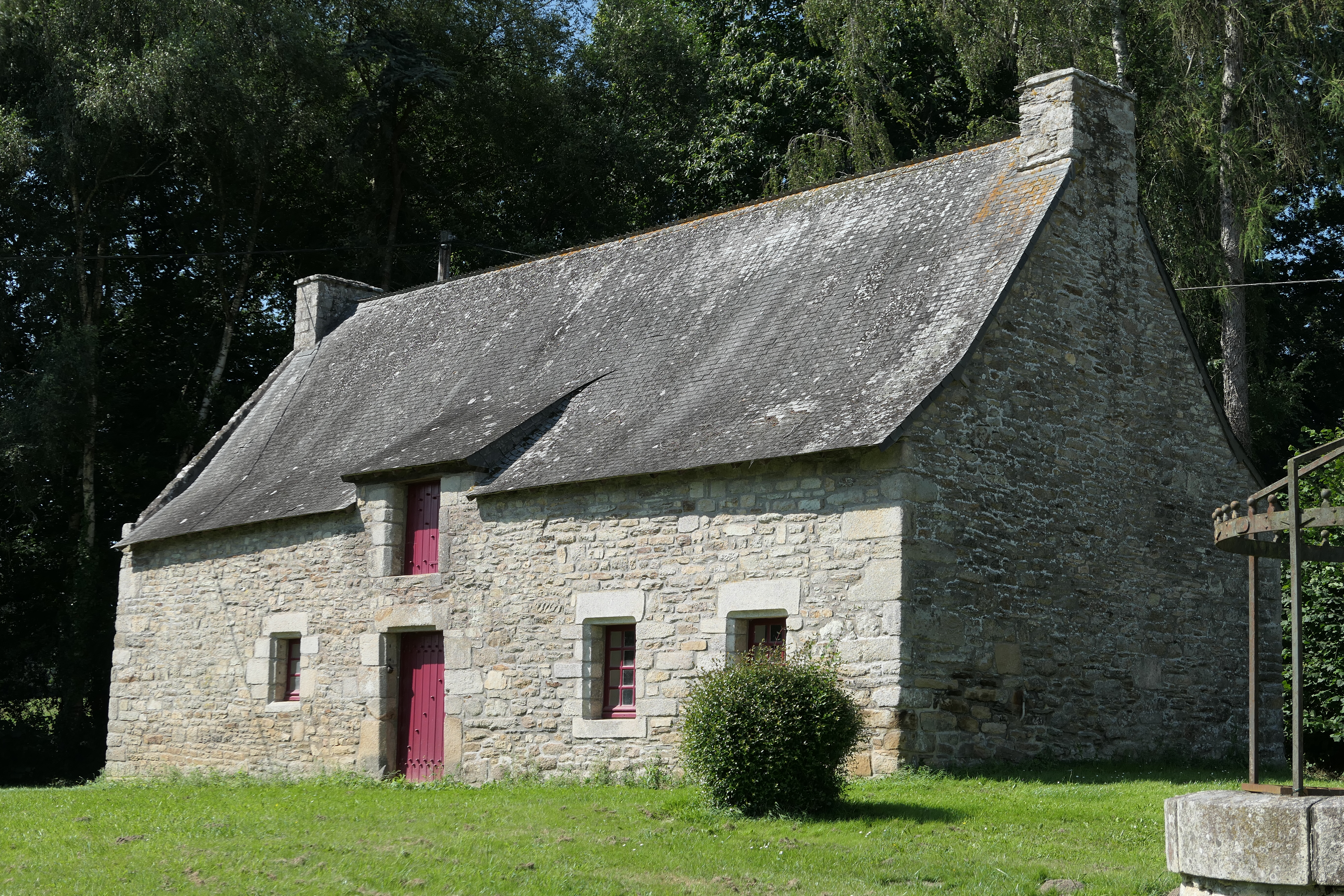
Château de Castel : dépendance située à l'ouest du château.

- Château de Kergras, il est inscrit à l'inventaire général du patrimoine culturel[59].

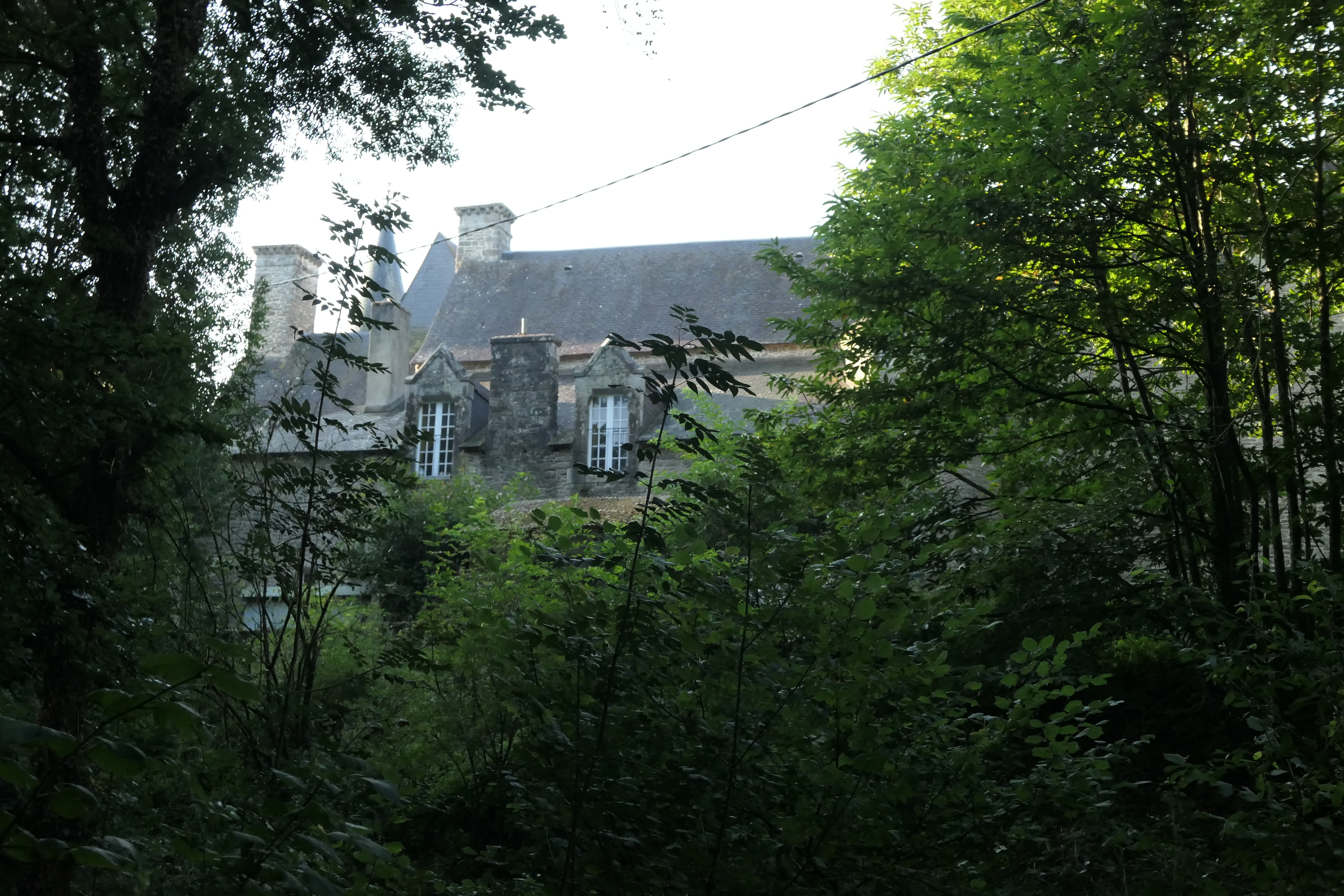
Façade nord du château de Kergras en 2021.

- Manoir de Guermahia : le manoir actuel date de la première moitié du XVIe siècle, mais un manoir était déjà mentionné en 1427 à cet endroit[60].
- Croix de Rougentin.

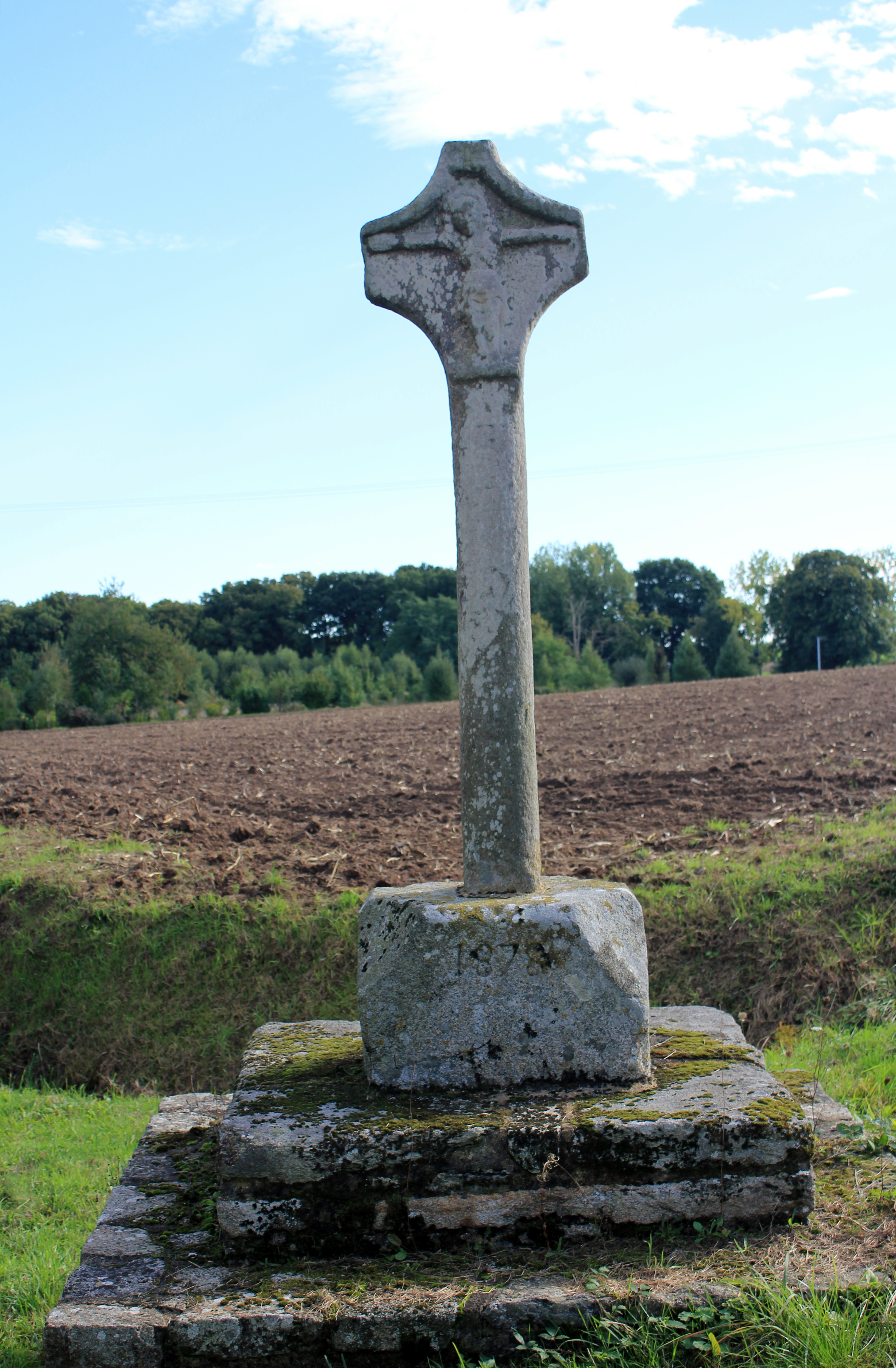
La croix de Rougentin : vue d'ensemble.
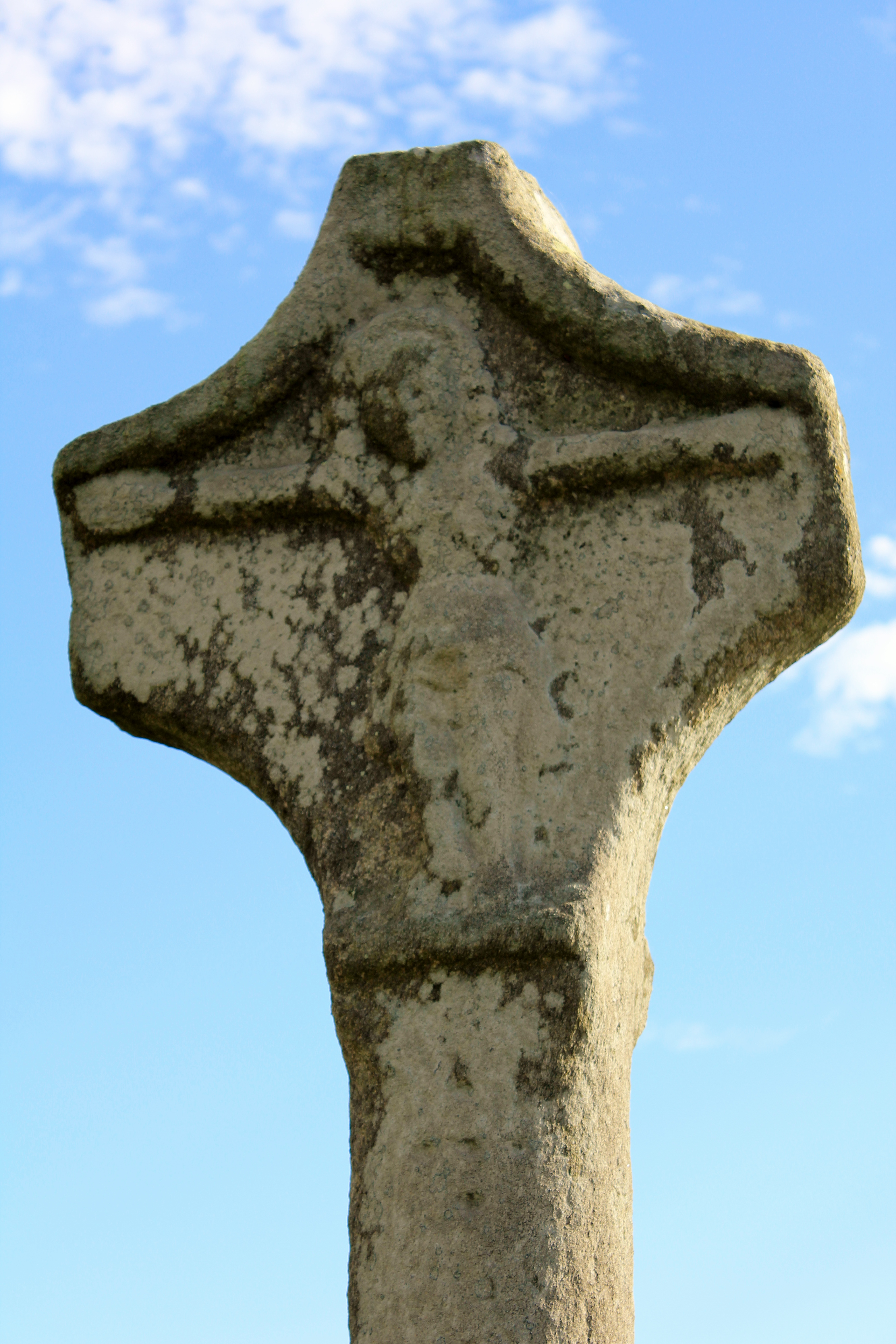
La croix de Rougentin : partie sommitale (Christ en croix).
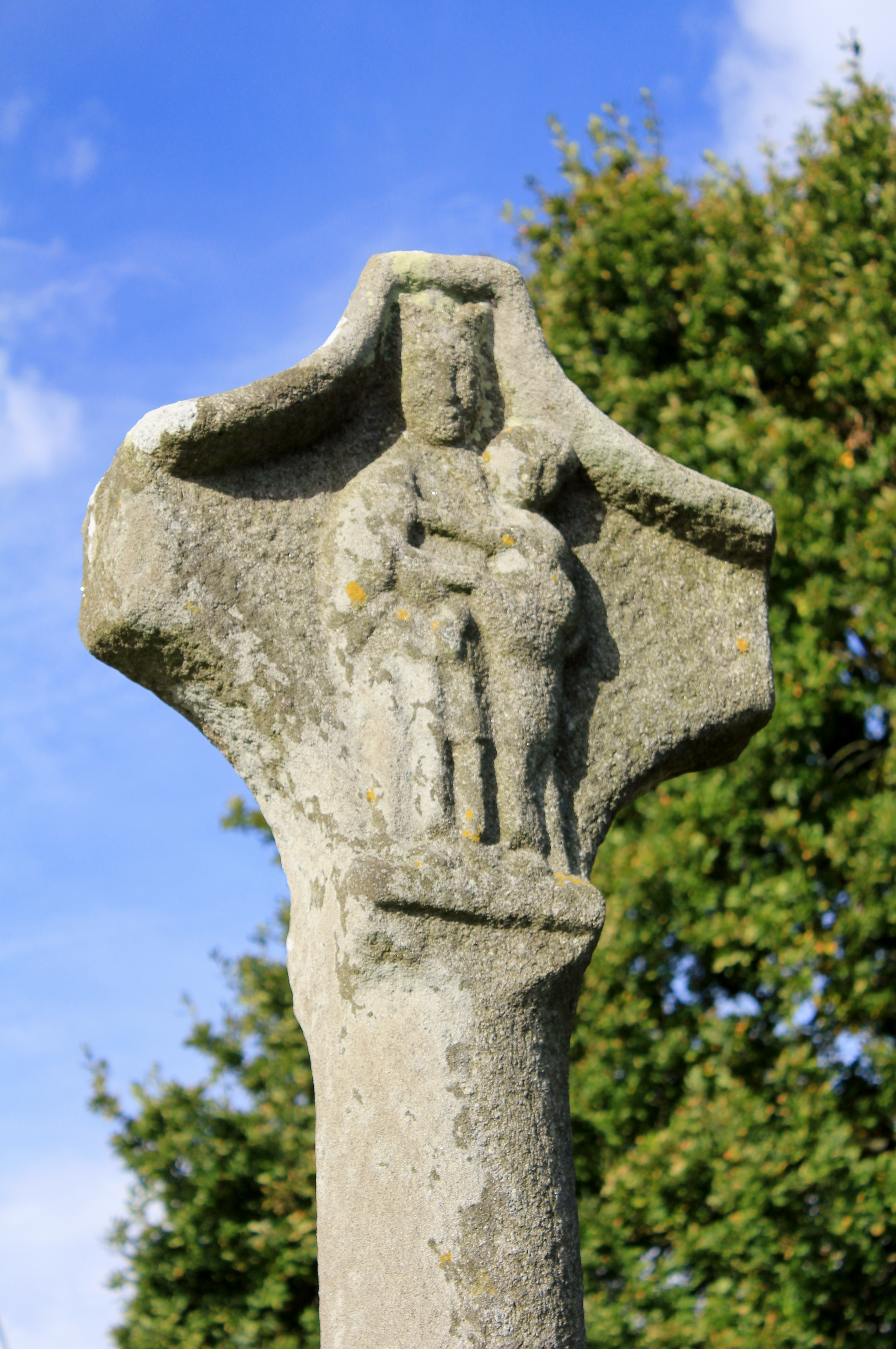
La croix de Rougentin : partie sommitale (Vierge à l'Enfant).

- Croix du bourg de Saint-Servant.

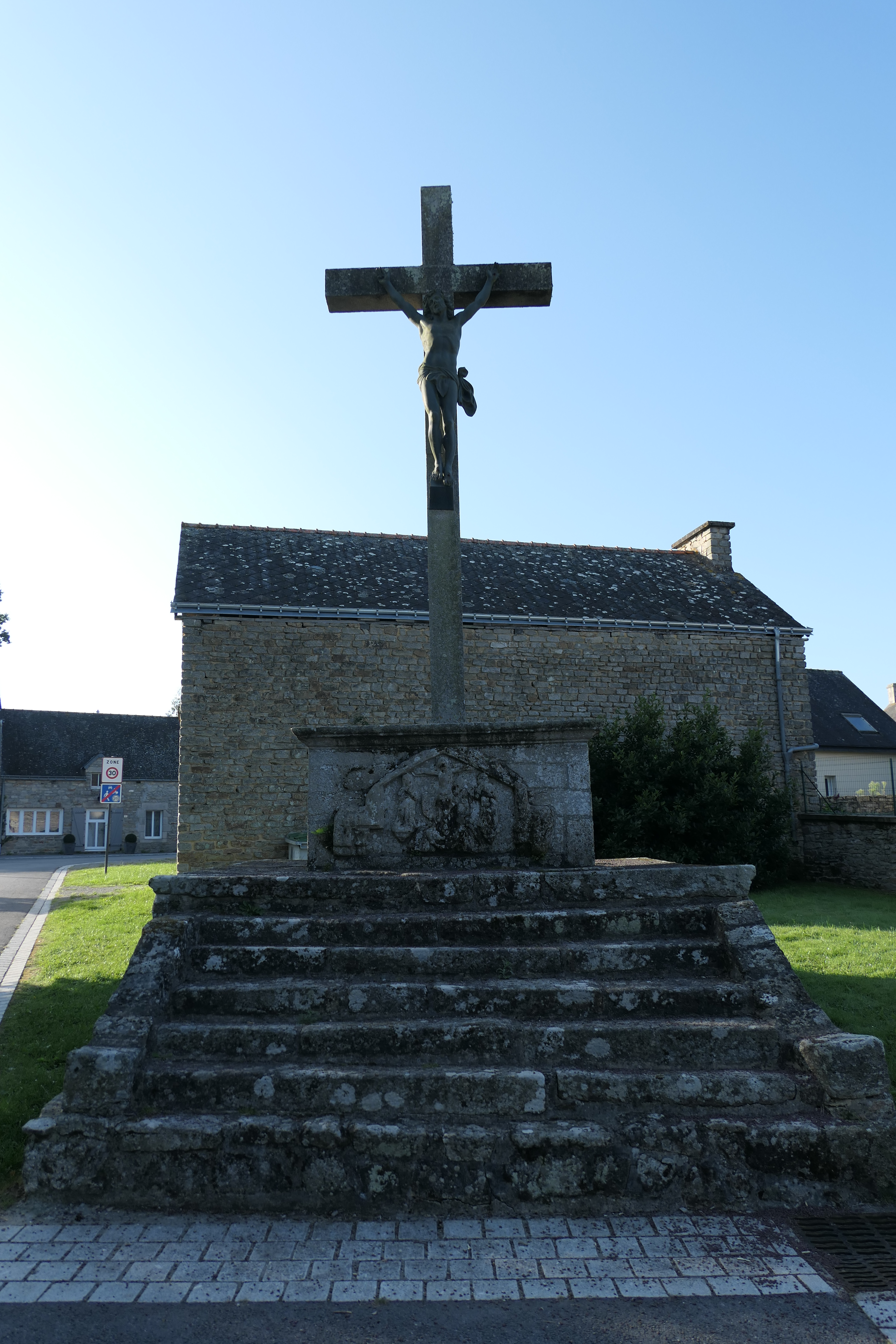
Saint-Servant : la Croix du bourg, vue d'ensemble.
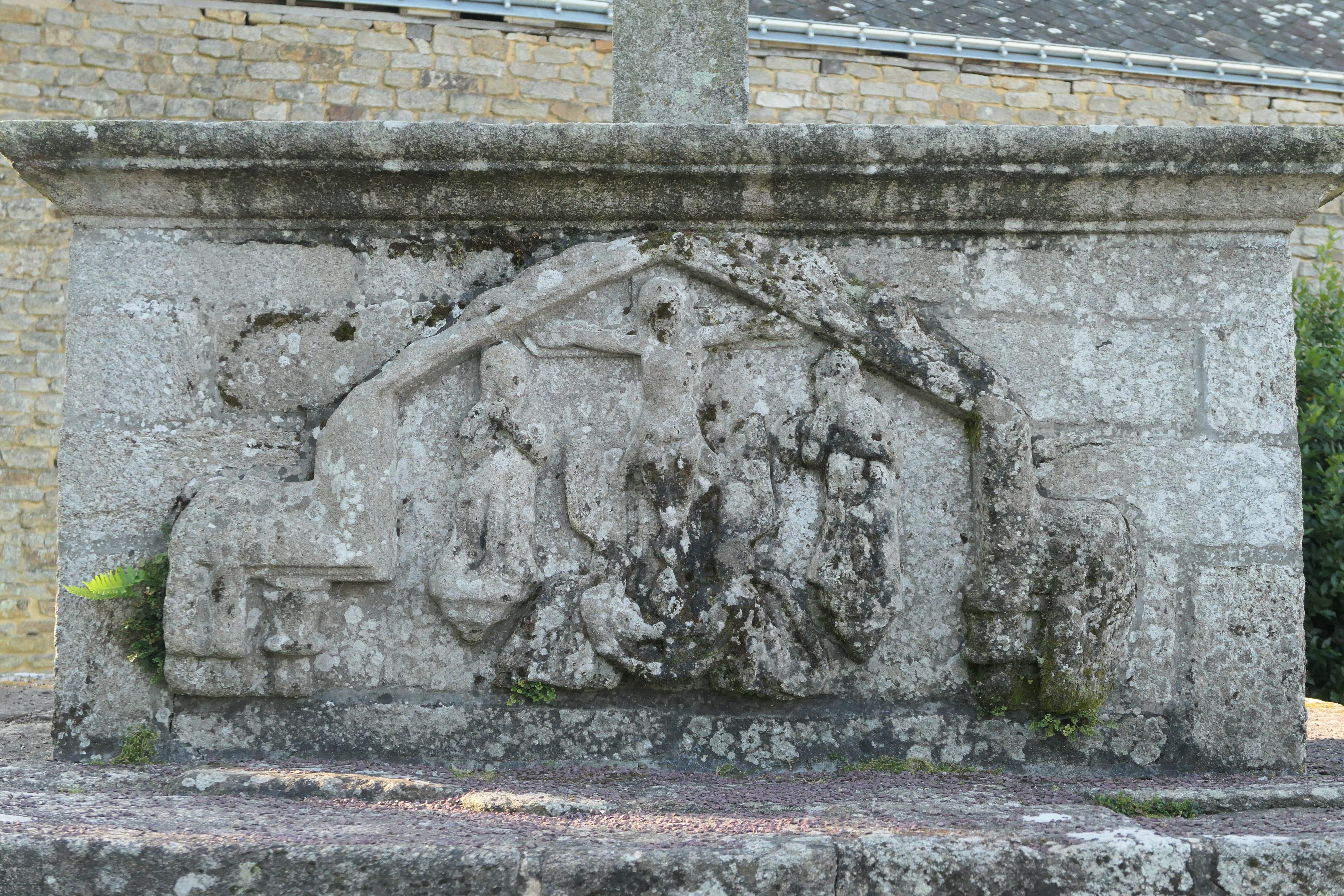
Saint-Servant : la Croix du bourg, le socle.

- D'autres croix et calvaires : par exemple la croix monumentale édifiée en 1607 et remaniée en 1861[61], la croix du cimetière (elle date du Moyen Âge : elle a ses bras placés très bas dans le but de pouvoir leur donner une plus grande largeur et les extrémités de ceux-ci sont obliques, probablement parce qu'elle a été taillée dans un ancien menhir au sommet en forme d'amande[62])[63], etc..

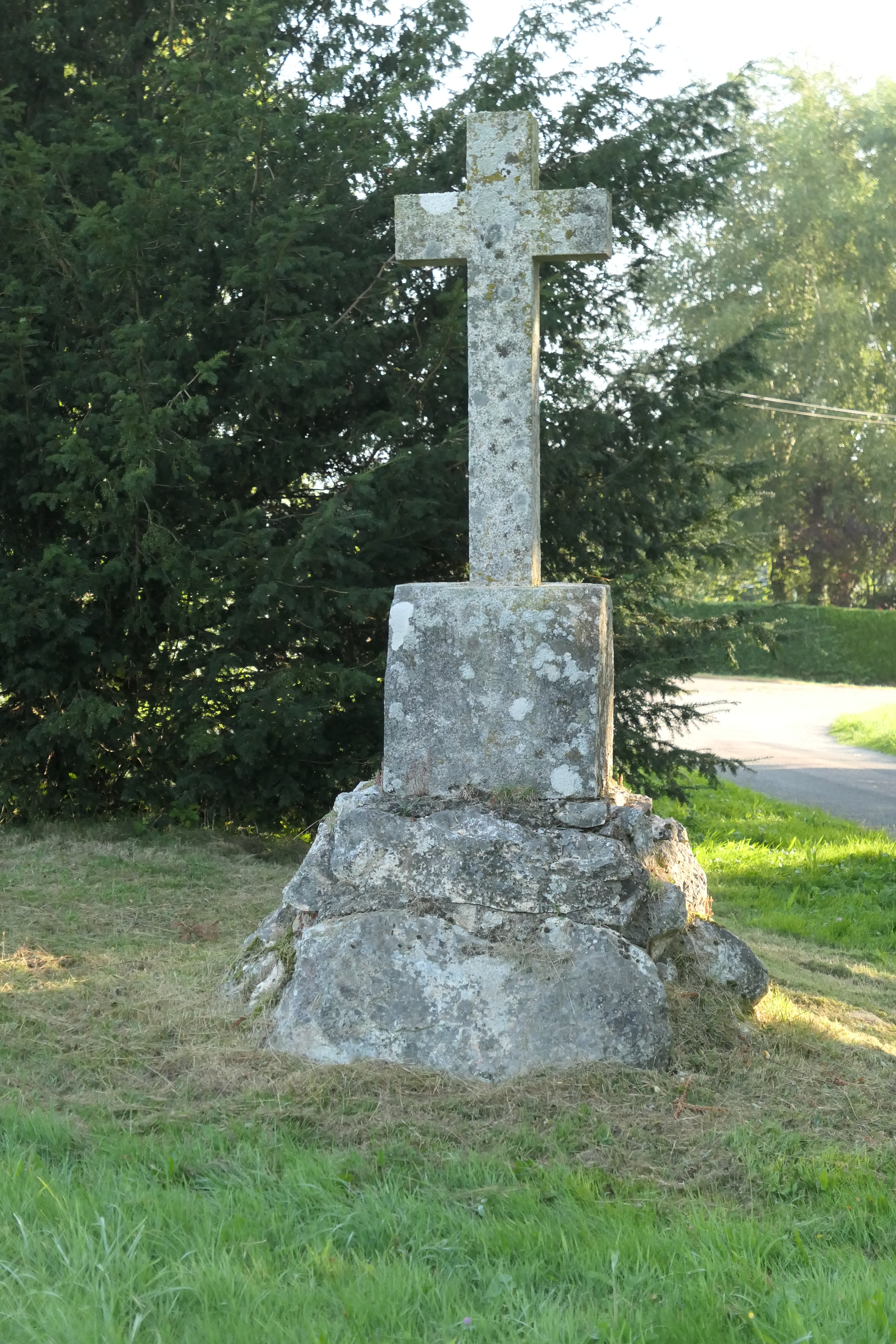
Croix, au sud de Rougentin.
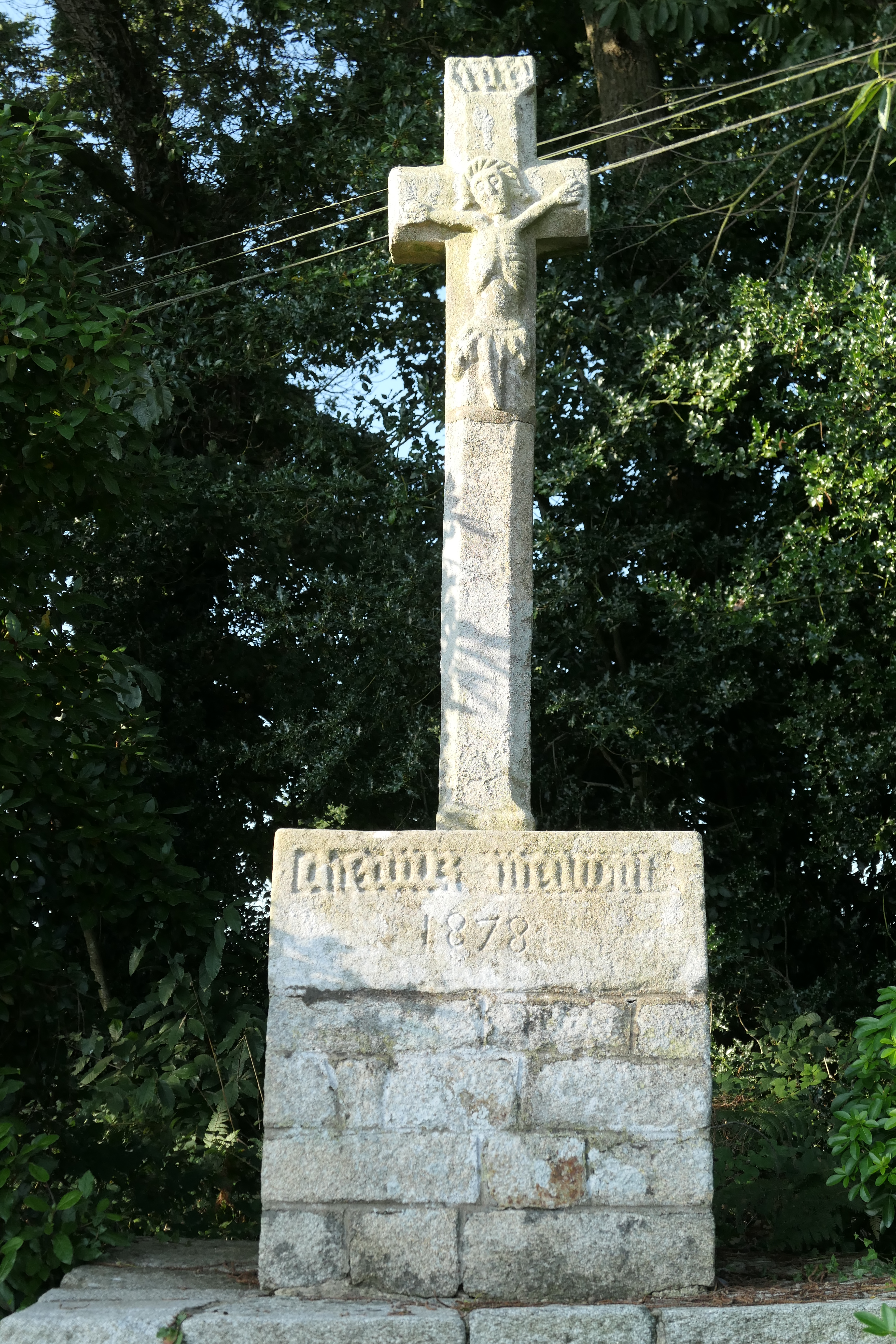
Croix de La Croix-Chanu (1878).

- La fontaine de dévotion Saint-Servais : elle date du XVIIe siècle et a été restaurée en 1847[64].

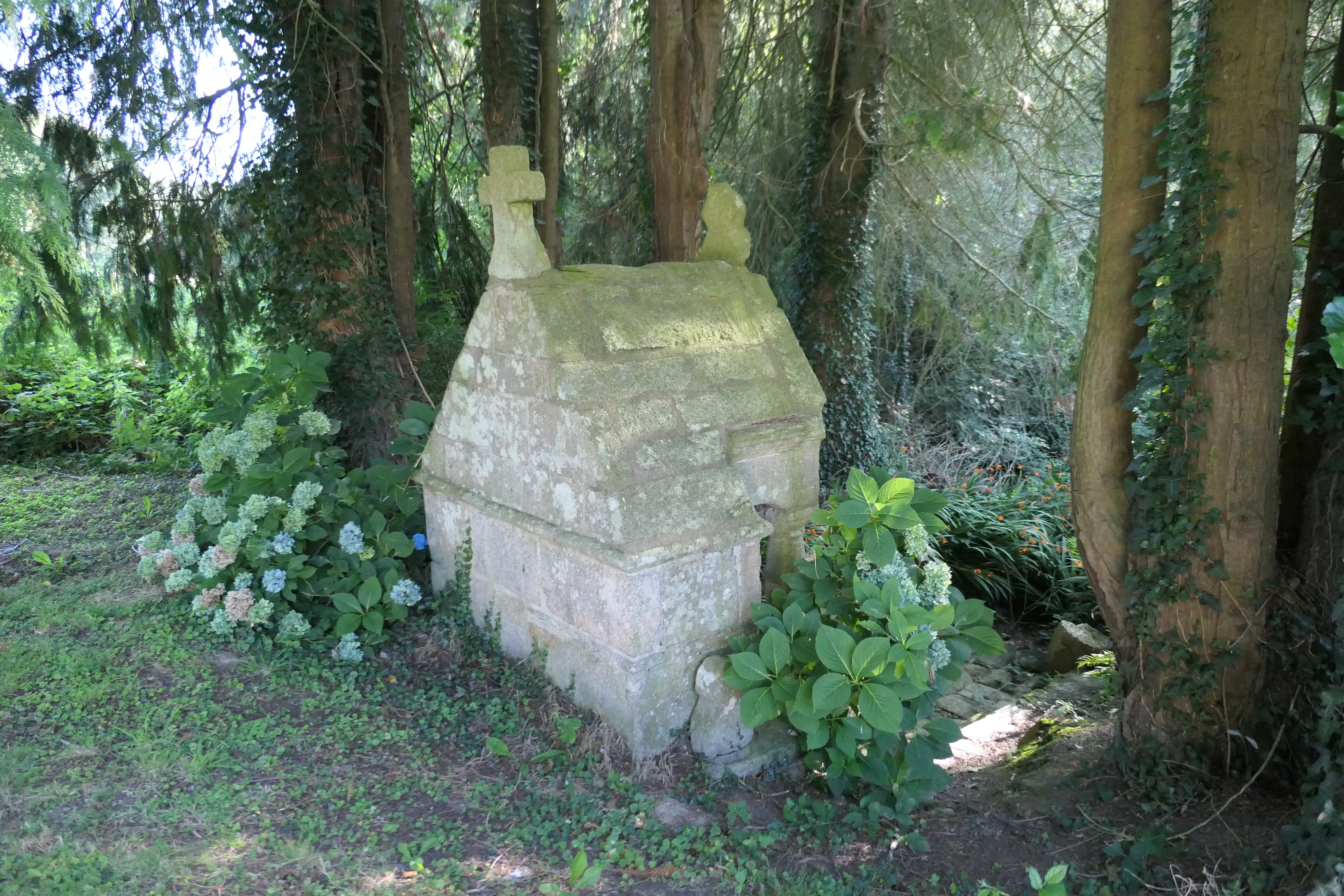
La fontaine Saint-Servais : vue générale.
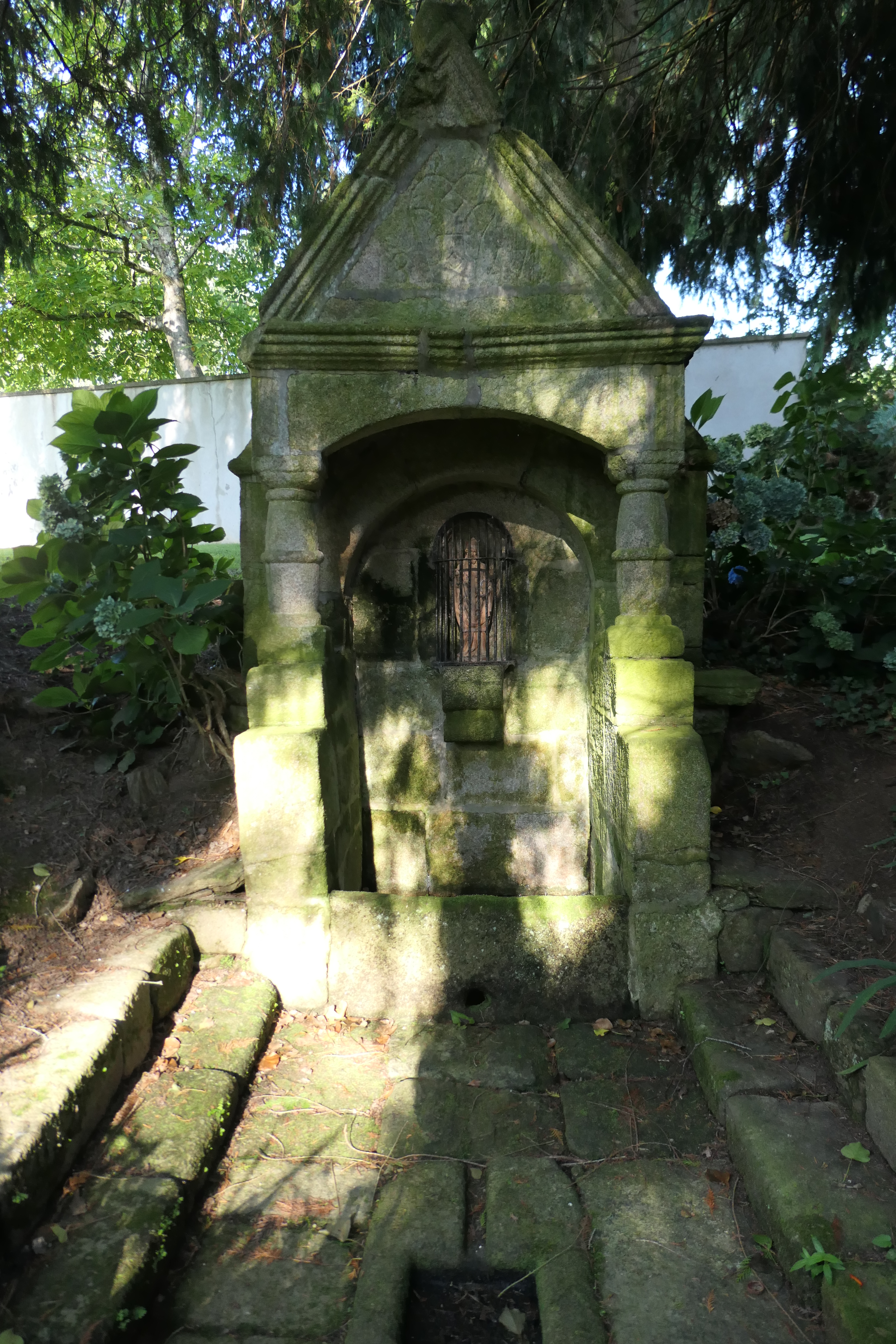
La fontaine Saint-Servais : vue de face.

- Des maisons anciennes[65], par exemple à l'Hôpital Robin.

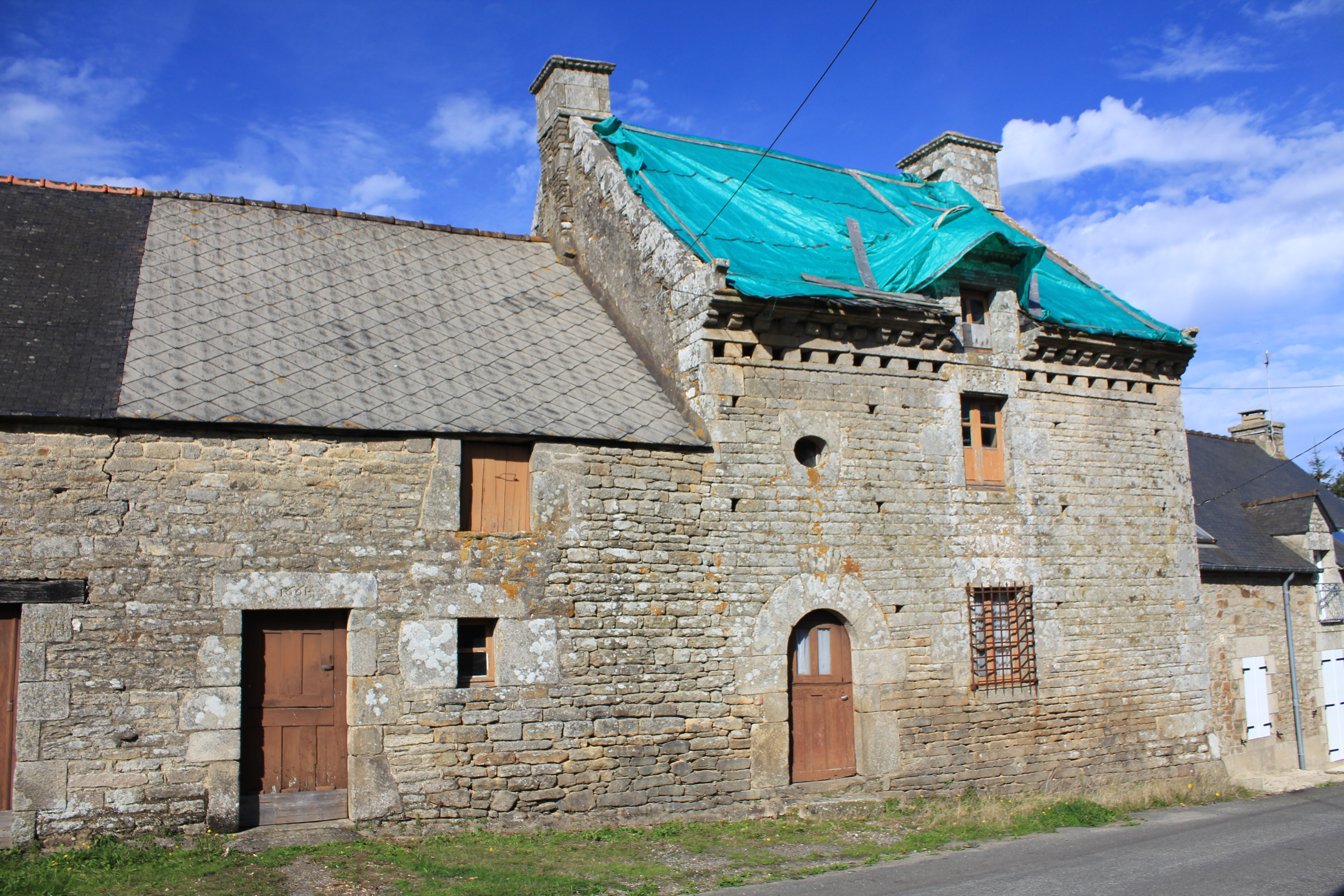
Hôpital Robin : maison ancienne : vue d'ensemble.
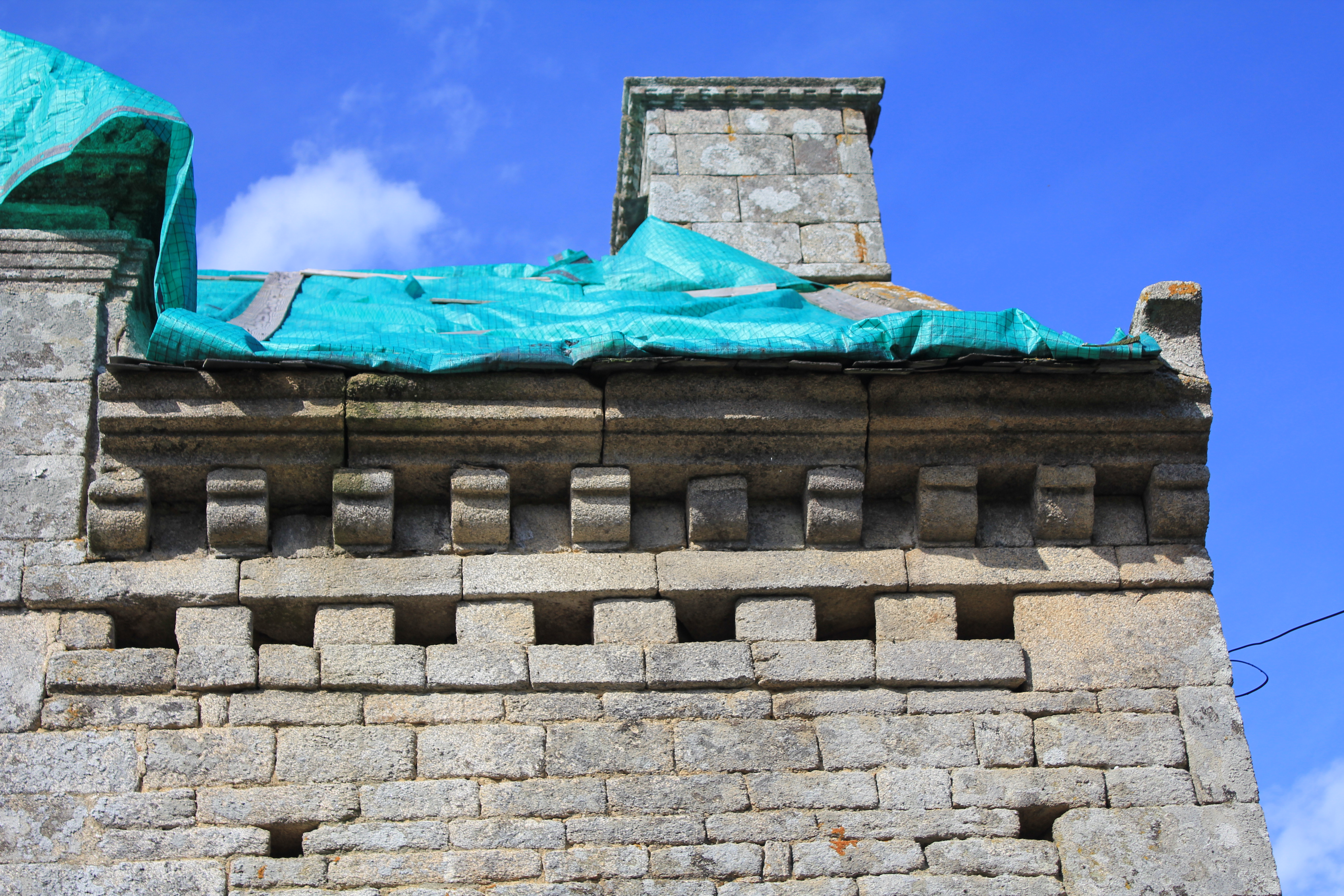
Hôpital Robin : maison ancienne : détail.

- Le monument marial situé à l'ouest du bourg.

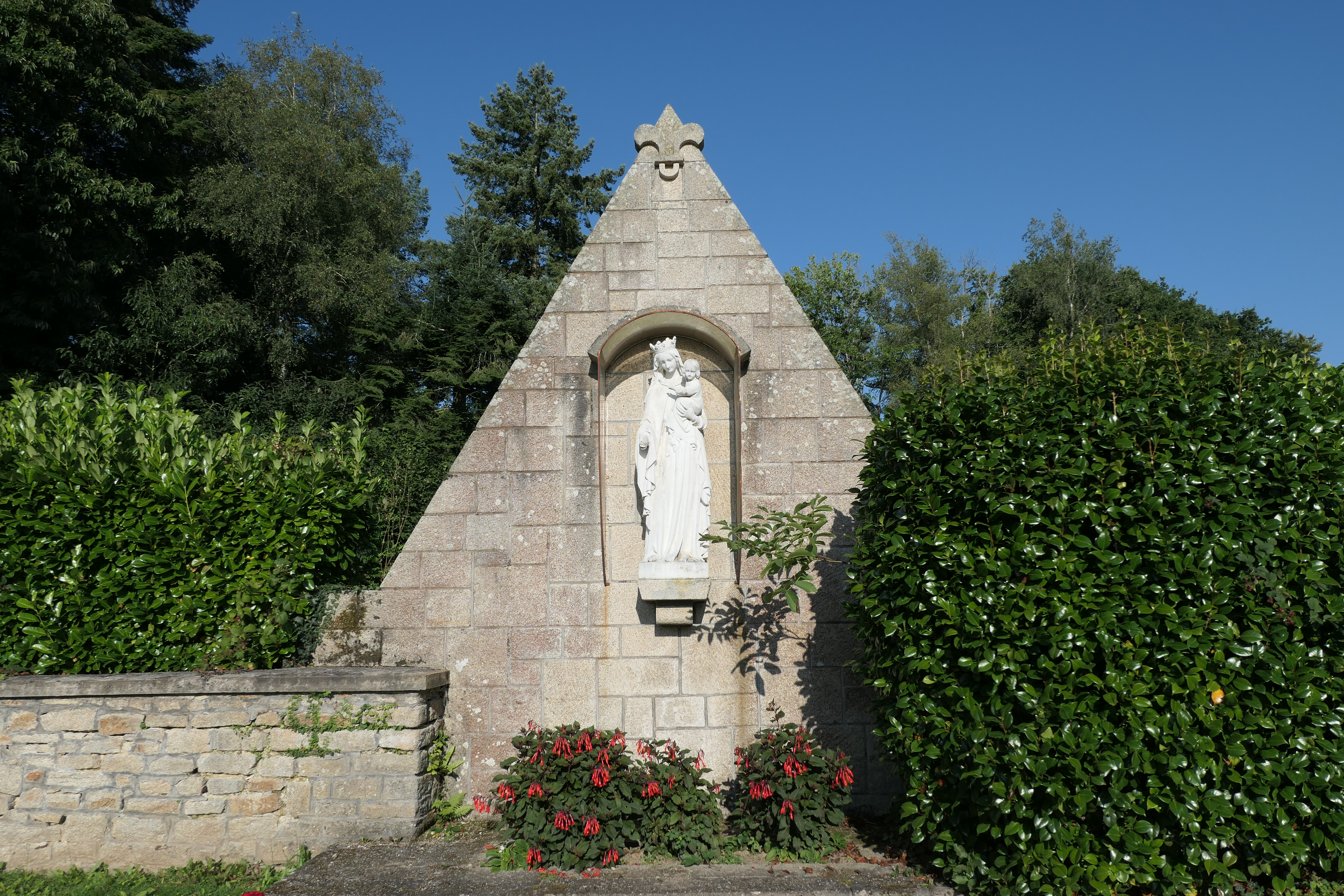
Monument marial : vue extérieure d'ensemble.
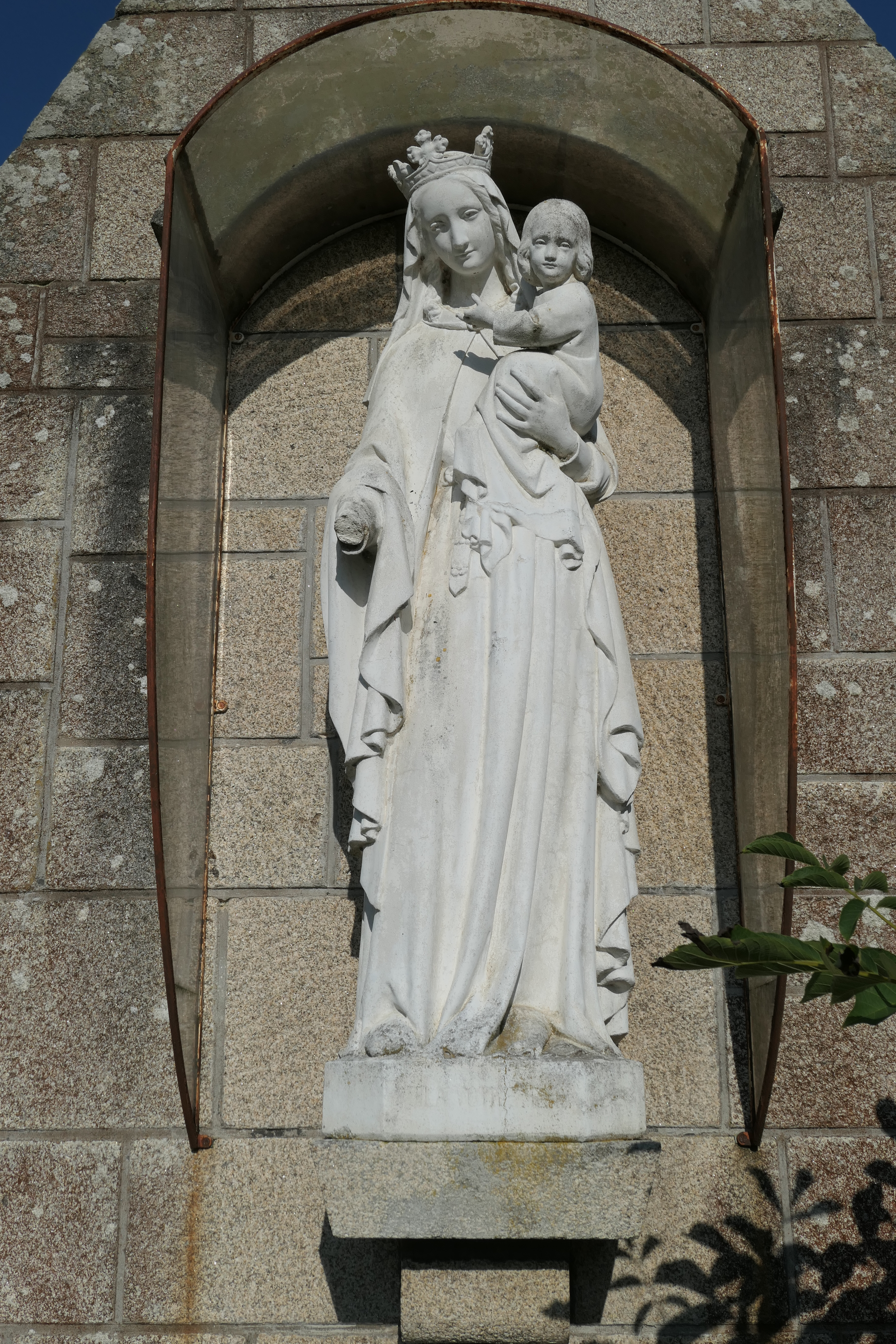
Monument marial : statue de la Vierge à l'Enfant.

### Héraldique
Les armoiries de Saint-Servant datent des années 1990.
| Armes de Saint-Servant | Les armes de Saint-Servant se blasonnent ainsi : Écartelé : 1) d’hermines au lion de gueules 2) d’azur au pont de trois arches d’argent maçonné de sable surmonté d’un épi de blé et d’un épi de maïs posés en chevron renversé d’or feuillés de sinople 3) d'argent à un mont mouvant du flanc dextre de sinople chargé d'un moulin de sable accompagné d'une rose d'or et d'une de gueules 4) d'or au clocher alésé de sable. |

Le blason est écartelé en quatre pans représentant les particularités de la commune :
1) le lion rouge sur un motif d'hermines rappelle le blason d'une famille noble de la commune ;
2) le pont en arc rappelle le pont de Saint-Gobrien, seul passage sur l'Oust de la commune ; les épis de blé et de maïs font référence aux principales cultures de la commune ;
3) le moulin rappelle les différents moulins à vent de la commune ;
4) le clocher fait référence au clocher de l'église paroissiale Saint-Servais, datant de la fin du XVIIIe siècle - début XIXe siècle, située au bourg de la commune.

## Personnalités liées à la commune
- Jean Claude Bourlès, écrivain, est proche de Saint-Servant. Son récit, Chronique d'un bel été (1983), traite de l'occupation allemande dans la commune en 1944.
- Jean-Hubert Rolland du Noday (né à Saint-Servant en 1899 - mort en 1985), dominicain, évêque au Brésil. Sa béatification est en projet.
- Bernard Lancelot y a fondé la brasserie Lancelot, commercialisant des bières de qualité et le Breizh Cola.

## Pour approfondir